# Rosà
Rosà (Rozà in veneto) è un comune italiano di 14 615 abitanti della provincia di Vicenza in Veneto.
Il comune ha 4 frazioni (Travettore, Sant'Anna, San Pietro, Cusinati) e confina con Bassano del Grappa, Cartigliano, Cassola, Rossano Veneto e Tezze sul Brenta. Il municipio si trova a 96 m sul livello del mare, nel cuore della pianura Veneta.
Un parco rurale di rilevanza comunitaria insiste sul territorio comunale, il Parco Civiltà delle Rogge, creato per preservare il nucleo delle numerose rogge che dal parco rurale si diramano, rogge alle quali il comune è molto legato fin dal loro scavo tra il 1360 e il 1370 e che hanno profondamente influenzato la crescita e lo sviluppo dell'agro rosatese.

## Geografia fisica

### Territorio

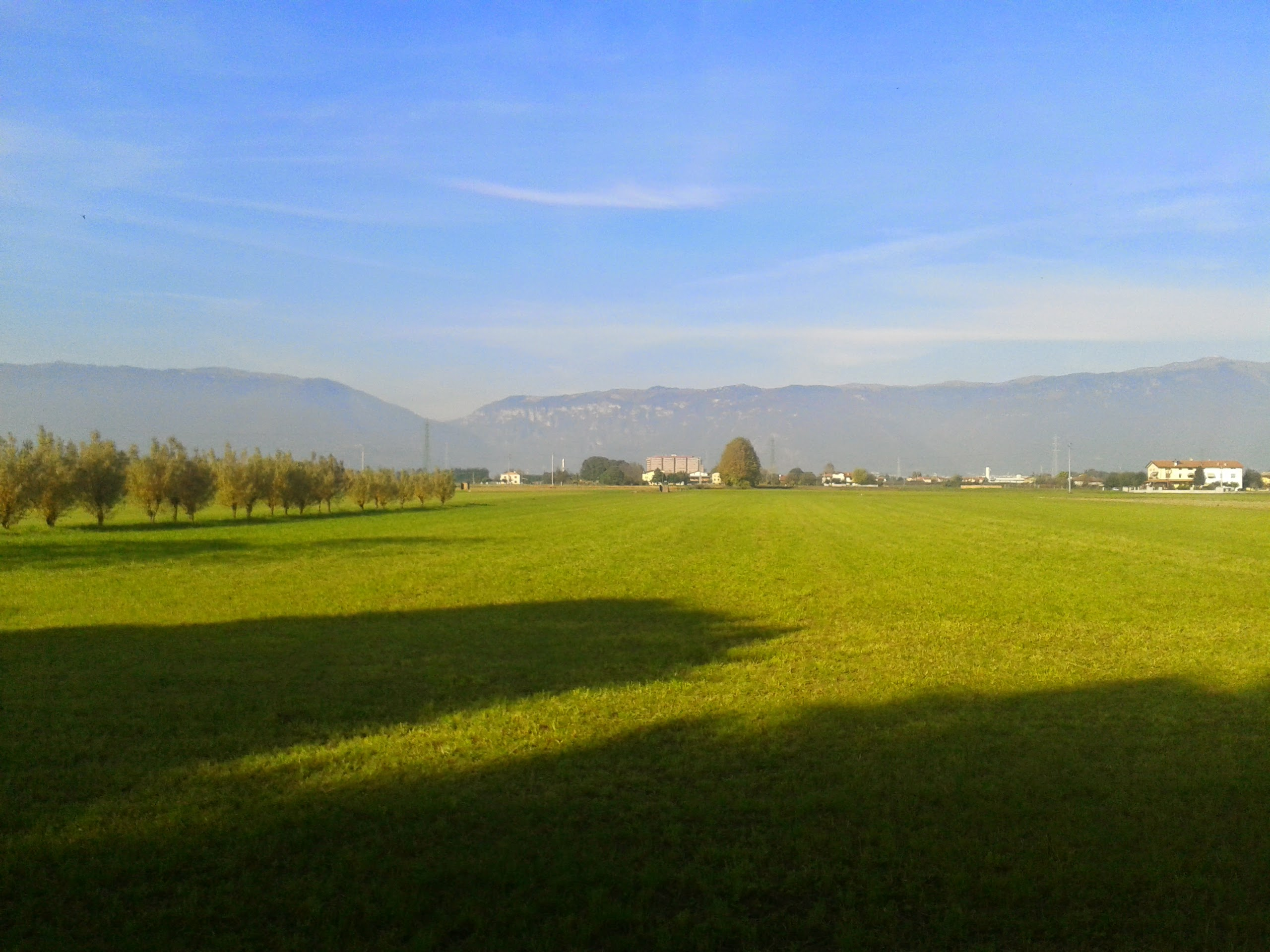
Campagna rosatese

Rosà è situata nel nord-est della penisola italiana, nel cuore della regione Veneto, in provincia di Vicenza. La cittadina, ai piedi delle Prealpi vicentine, possiede una ubicazione privilegiata rispetto ai principali centri del territorio (Padova, Vicenza, Venezia, Verona). Numerose rogge risalenti alla metà del 1300 nate per l'irrigazione dei campi scorrono attraverso il territorio comunale. L'acqua viene prelevata dal fiume Brenta all'altezza del Ponte Nuovo di Bassano del Grappa e scorre attraverso la campagna fino a raggiungere Travettore. Da questo canale si dipartono le rogge Rosà, Munara, Dieda, Vica, Balbi e Moresca. Il territorio comunale è totalmente pianeggiante e si trova ad un'altezza di 96 m sul livello del mare.

### Clima
Rosà ha un clima semicontinentale con inverni piuttosto freddi e umidi, le estati sono invece calde e afose. Effetti positivi hanno le colline e le montagne che, molto spesso, hanno effetto mitigante sul clima della zona (più ventilato e meno umido rispetto alla pianura veneta). Il comune ricade nella Fascia Climatica E con 2419 gradi giorno. Per questo motivo l'accensione degli impianti termici è consentita fino ad un massimo di 14 ore giornaliere dal 15 ottobre al 15 aprile. Mediamente la durata del giorno è di dodici ore e sedici minuti, con punta minima a dicembre (otto ore e quarantanove minuti) e massima a giugno (quindici ore e quaranta minuti).

## Origini del nome
L'origine del nome di Rosà è controverso. C'è chi lo fa derivare da roxata, roggia, con chiaro riferimento al corso d'acqua scavato da Francesco da Carrara nel 1336 che avrebbe costituito il sistema di irrigazione della zona a sud di Bassano del Grappa; chi invece lo riferisce alla rosada, il fiorire lungo la stessa roggia delle rose, rose che sono diventate lo stemma comunale.

## Storia

### Dalle origini all'età romana

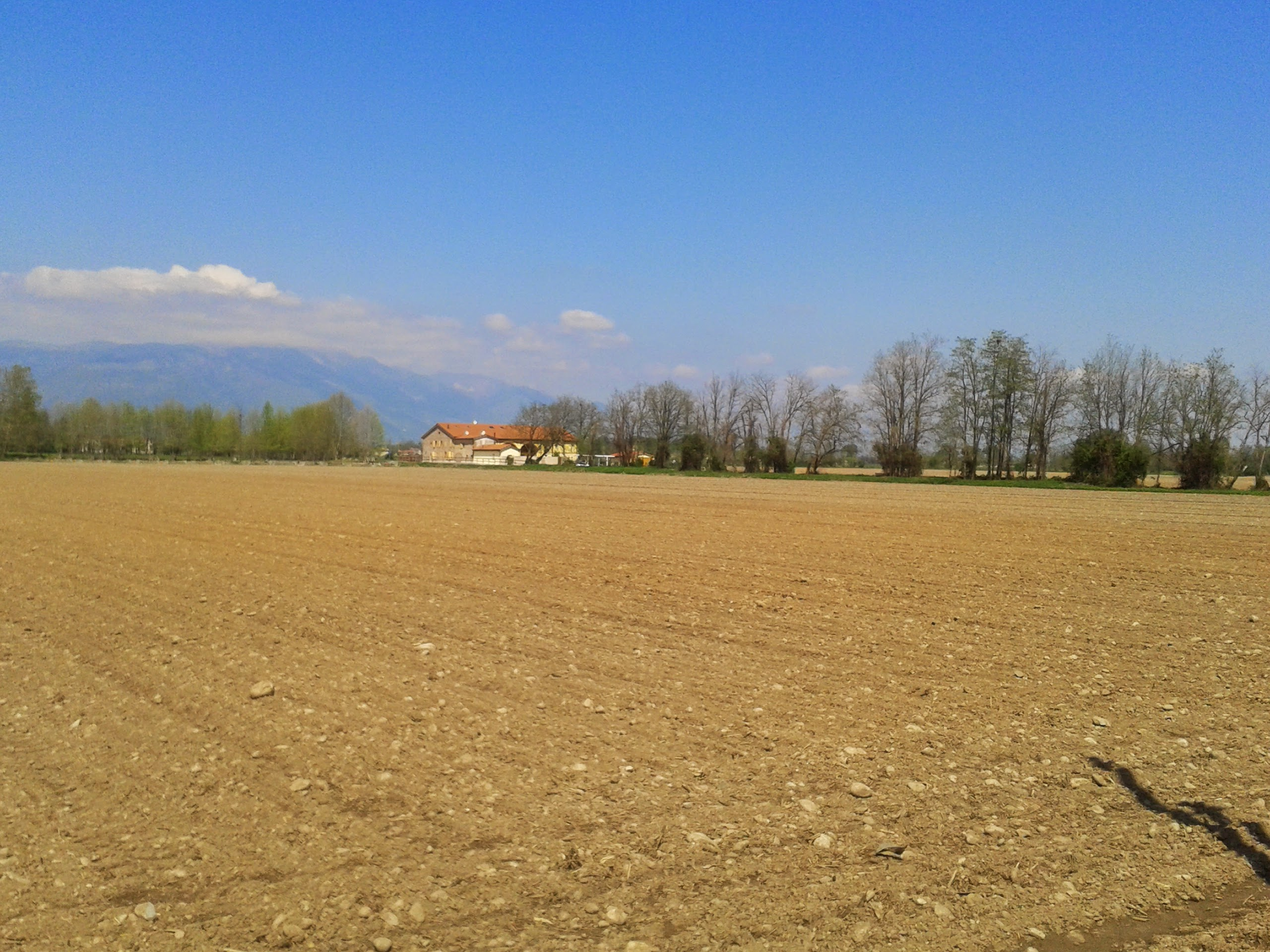
Campagna rosatese

La fertilità della pianura in questa zona fa ritenere probabile un insediamento paleoveneto del quale al momento sono stati ritrovati solo pochi resti in località San Pietro di Rosà. L'intera regione del Veneto era all'epoca abitata da questa popolazione autoctona che, arrivata forse dalla Paflagonia circa 1000 anni a.C. e che aveva successivamente stretto un'alleanza con i Romani, diventando una delle poche popolazioni ad essersi unite pacificamente all'impero romano. I Veneti diventarono quindi un importante alleato dei Romani nelle guerre contro i Galli. Progressivamente la civiltà veneta e quella romana si mescolarono e diedero vita ad una nuova tradizione frutto della loro fusione.
Ben presto l'area fu raggiunta da alcune importanti strade romane tra cui la “via Postumia”, voluta nel 148 a.C. dal console romano Spurio Postumio Albino, che collegava Genova ad Aquileia e la “via Aurelia”, costruita nel 175 a.C. dal console romano Caio Aurelio Cotta, che collegava Padova ad Asolo e Feltre. La tradizionale centuriazione romana è ancora oggi visibile nel territorio comunale, come testimoniano via Bertorelle, via Monsignor Caron, via Rosà, via Romana e via Colosseo.
Con la colonizzazione romana arrivarono anche nuove tecniche agrarie, nuovi usi, aumentarono i rapporti commerciali e venne introdotta la lingua latina che mantenne sempre un sostrato paleoveneto, portando secoli dopo ad una visibile distinzione dalle altre lingue della penisola italiana e costituendo infine la lingua veneta. La presenza romana a Rosà, al contrario di quella paleo veneta, è certa: lo testimoniano i resti di una villa Romana, due cippi di confine (uno a San Pietro e uno a Ca'Dolfin) oltre a numerosi utensili.

### Invasioni barbariche

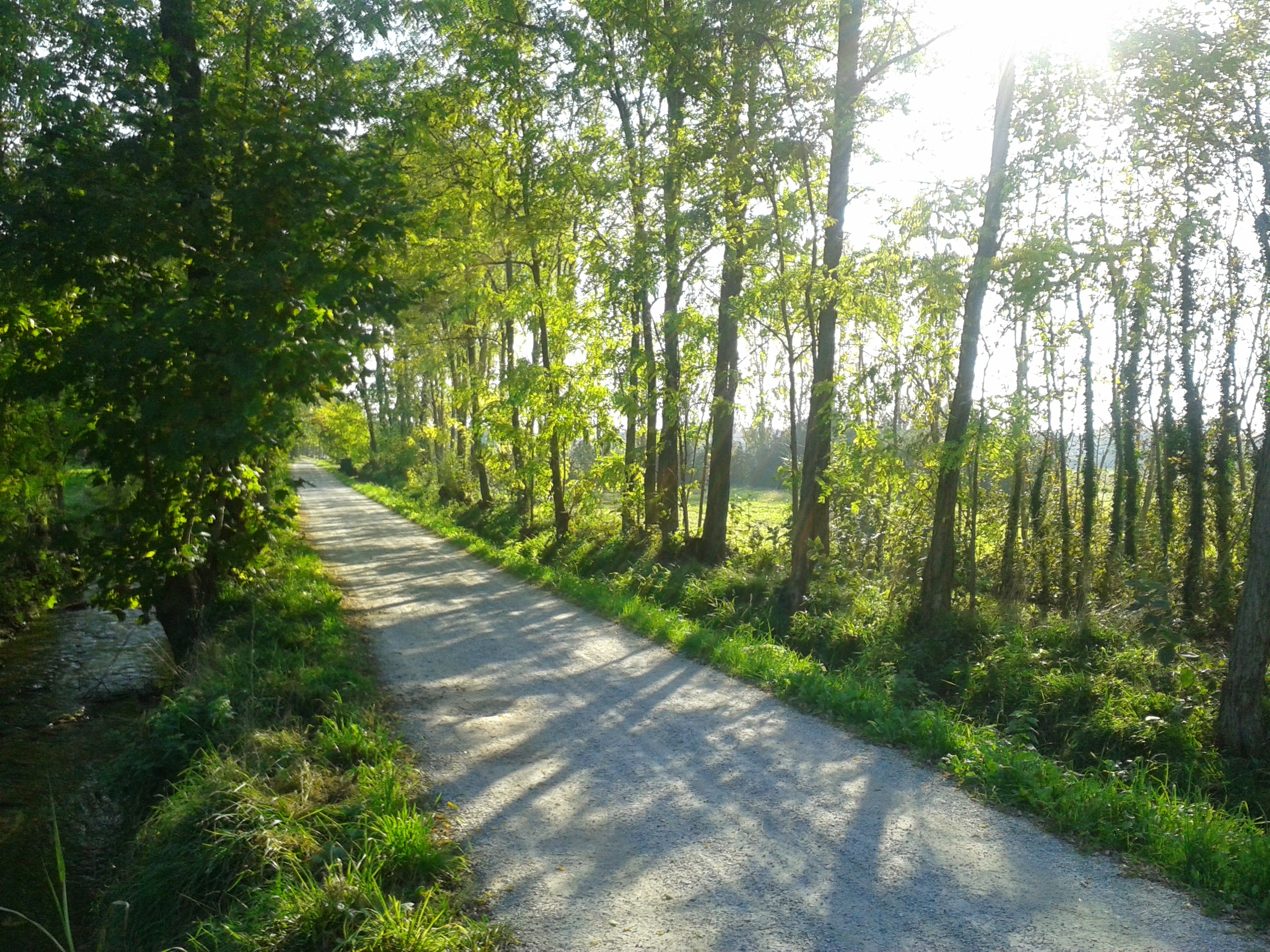
Campagna rosatese

Con il progressivo sgretolarsi dell'Impero Romano il territorio comunale venne attraversato da popolazioni provenienti dalle frontiere orientali. Già nel 168 d.C. erano scesi in Veneto, con veloci incursioni, i Quadi, i Marcomanni e i Sarmati, seguiti da Alemanni e Jutingi. Le crisi economiche che ripetutamente afflissero l'impero in questi anni e le pestilenze che si susseguirono, ridussero la popolazione rurale.
Seguirono in rapida successione le incursioni dei Visigoti (402), Svevi, Alani (404), Unni (452). A completamento della devastazione causata dalle ripetute invasioni e saccheggi si aggiunse una grossa pestilenza nel 566 che lasciò le campagne deserte. Dobbiamo ricordare che gruppi di queste popolazioni barbare si stanziarono nel territorio e si mescolarono nel tempo alla popolazione; recenti ricerche hanno testimoniato infatti che si trovano più variazioni di DNA confrontando differenti abitanti del Veneto che confrontando gli abitanti di Portogallo e Ucraina. Il Veneto e i suoi abitanti sono da sempre un crogiolo di razze e di popoli integrati e coesi.

### Longobardi
Correva l'anno 566 quando a Bisanzio moriva Giustiniano e i Longobardi calavano in Italia. La loro presenza a Rosà è testimoniata dai recenti scavi e rinvenimenti in via Brega. Nel 777 inizia anche a Rosà il dominio dei Franchi che si protrae fino all'888 quando gli Ungari, un popolo nomade e feroce, cancella in Veneto ogni forma amministrativa superiore alle comunità locali. È in questo periodo che nascono i primi castelli, tra cui certamente quello di Bassano, costruiti probabilmente dalla stessa popolazione per difendersi dalle sanguinose scorrerie che causarono enormi danni e immensi lutti nella popolazione rurale.

### Basso Medioevo: dall'XI al XIV secolo
A partire dal 1200 il territorio rosatese fu soggetto a numerose dominazioni: Vicenza fino al 1218, gli Ezzelini fino al 1259, Padova per un anno, quindi ancora Vicenza fino al 1319, poi gli Scaligeri fino al 1338, quindi i Da Carrara fino al 1388, i Visconti fino al 1404, infine Venezia.

### Repubblica di Venezia

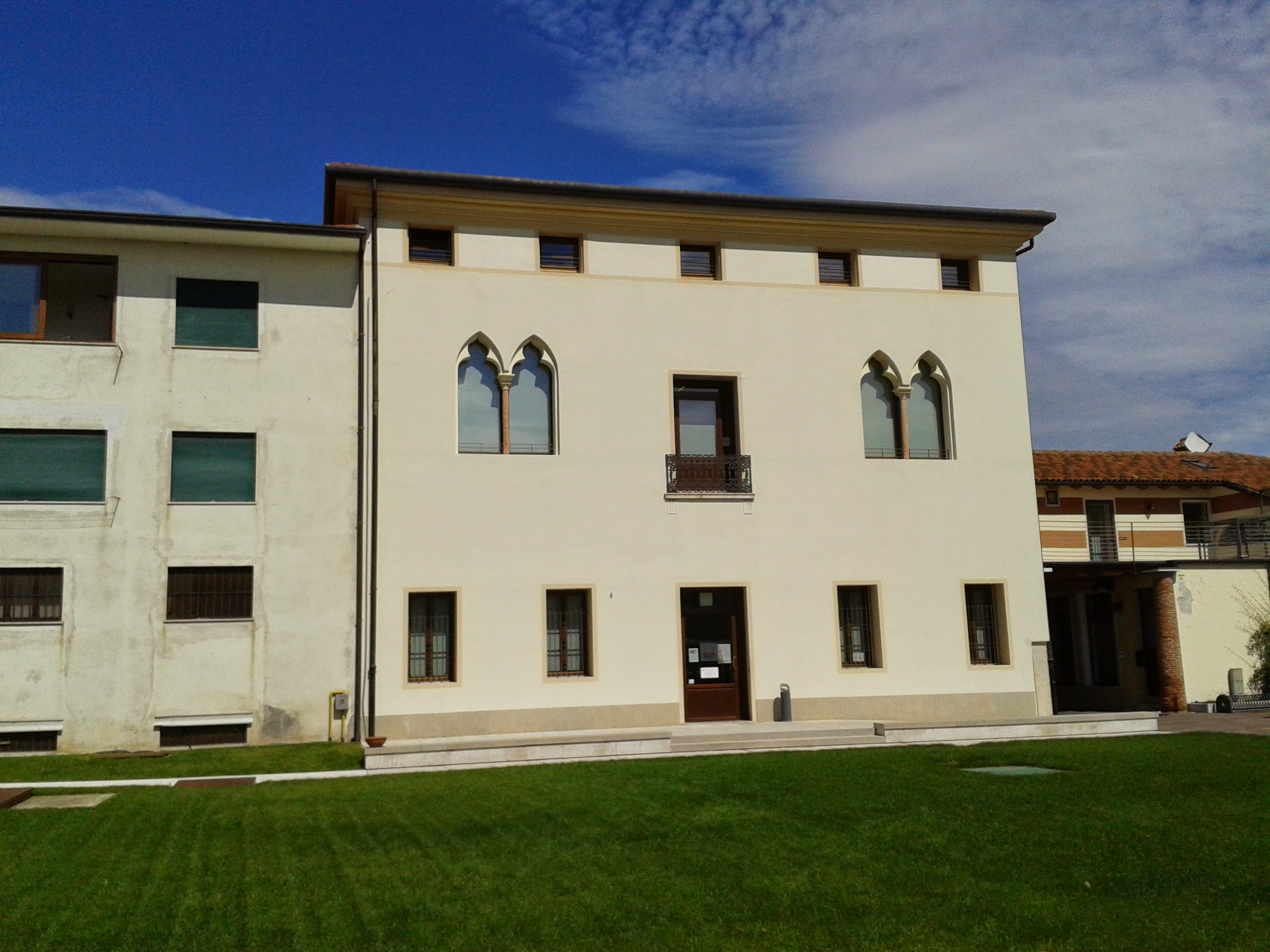
Palazzo Casale Dolfin sede della Biblioteca Civica di Rosà

Fu proprio Francesco I Da Carrara a realizzare tra il 1360 e il 1370 nella sinistra del Brenta un grande sistema di navigazione; l'agro rosatese fu bonificato e così il territorio, divenuto molto richiesto dal punto di vista agricolo, fu causa di contenziosi con Bassano: in questo contesto nacque la comunità di Rosà, dapprima intorno alla Chiesetta votiva di Sant'Antonio nel 1450, poi definitivamente come comune autonomo nel 1533. La campagna rosatese, ora bonificata e ben servita da un sistema di rogge, cominciò ad attrarre l'attenzione delle famiglie nobiliari veneziane molte delle quali decisero di acquistare terreni a Rosà e costruirvi le proprie ville. Nascono in questo periodo Villa Dolfin Boldù, Villa Morosin, Villa Ca' Diedo, Villa Compostella-Zanchettin, Villa Zanchetta, Villa Remondini-Nardini, Villa Ca' Minotto, Villa Segafredo e Villa Caffo.
A quell'epoca il comune contava 3 040 abitanti e nel 1622 fu suddiviso in dodici quartieri, le attività produttive erano la lavorazione della lana e della seta.
All'epoca appartenevano al comune di Rosà anche i territori dell'attuale comune di Tezze sul Brenta. I 12 antichi quartieri erano:
- quartiere della Villa (probabilmente comprendente tutta l'area a nord-est e ad est del centro),
- quartiere della Chiesa (probabilmente l'attuale centro cittadino),
- quartiere di Cusinati (oggi frazione di Rosà),
- quartiere di Ca' Dolfin,
- quartiere di Travettore (oggi frazione di Rosà),
- quartiere dei Baggi,
- quartiere di Rovolessa,
- quartiere di Zen,
- quartiere delle Tezze (dal 1805 comune di Tezze sul Brenta),
- quartiere della Granera (oggi forse Granella frazione di Tezze sul Brenta),
- quartiere dei Stroppari (oggi frazione di Tezze sul Brenta),
- quartiere dei Confini (attuale contrada Laghi divisa oggi tra Tezze sul Brenta e Cittadella e considerata da entrambi frazione).

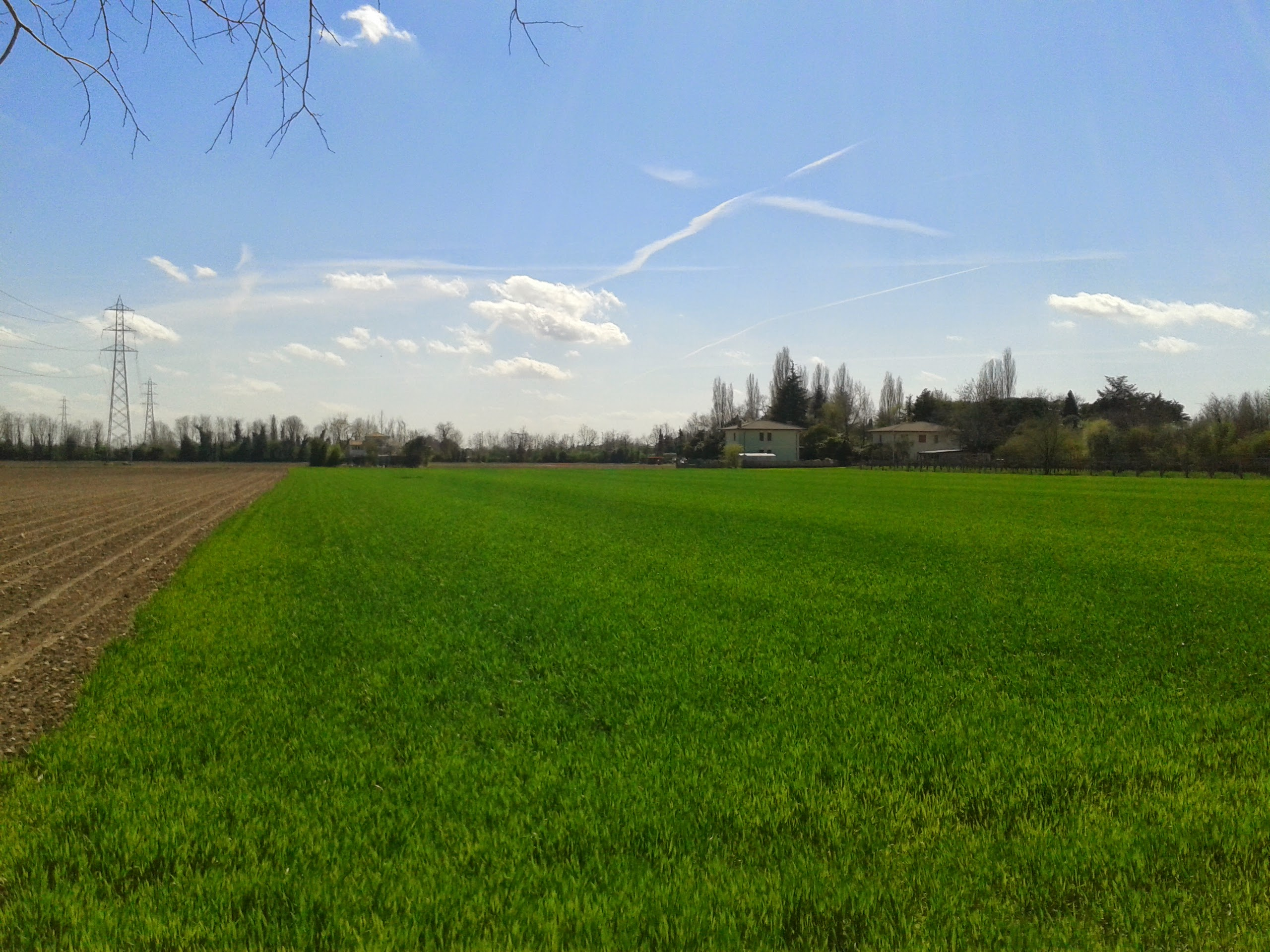
Campagna rosatese

Nel 1560 nel territorio rosatese inizia la coltivazione del granoturco, il cui prodotto era una fonte di maggior guadagno e di nutrimento per la popolazione. 
La successiva ripresa economica e demografica costringe la comunità rosatese ad ampliare la sua vecchia chiesa parrocchiale, prima, e a costruirne poi una nuova, i cui lavori, iniziati nei primi anni del Settecento, durano per tutto il XVIII secolo.
L'invasione napoleonica, favorita dalla decadenza della Repubblica di Venezia sprofondata nei suoi debiti ormai insostenibili, pone fine alla gloriosa repubblica di San Marco con il Trattato di Campoformio (17 ottobre 1797). Il Veneto venne così annesso all'Impero austro-ungarico. Nel 1807 Napoleone inoltre siglò la separazione di alcuni territori a sud di Rosà con la costituzione di un nuovo comune autonomo (Tezze sul Brenta) a cui andarono quattro degli antichi quartieri di Rosà.

### Risorgimento

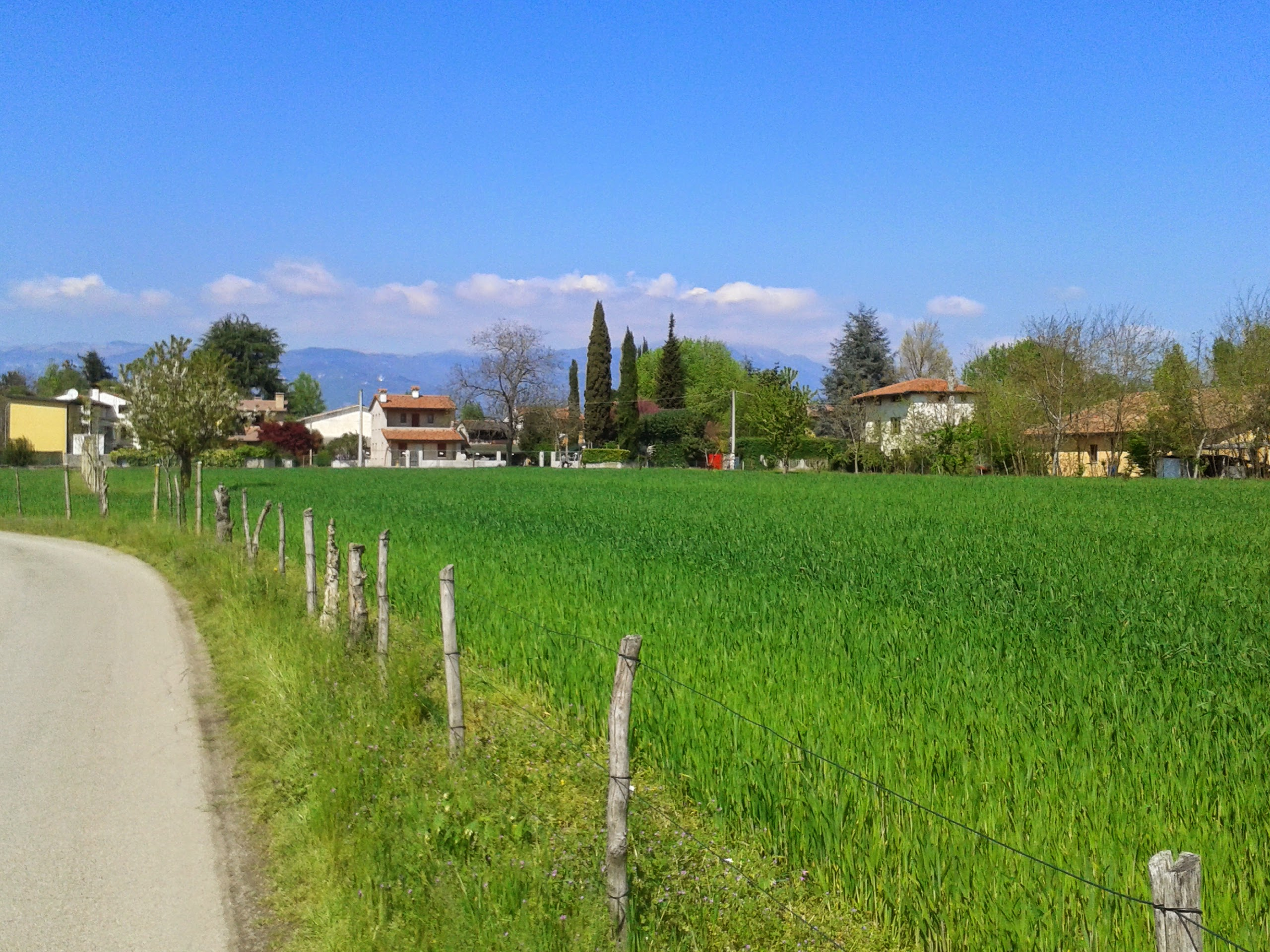
Campagna rosatese

Con il Congresso di Vienna del 1815 il Veneto e di conseguenza Rosà venne, insieme alla Lombardia costituito nel Regno Lombardo-Veneto sottoposto al controllo austriaco. 
A partire dal 1848, con la prima guerra di indipendenza italiana, anche nei veneti comincia a nascere una coscienza politica risorgimentale, imperniata sugli ideali di libertà nazionale.
Nel 1866, dopo la terza guerra di indipendenza italiana, il Veneto diventa finalmente parte dell'Italia Unita tramite plebiscito di annessione e Rosà acquisisce il titolo di Comune del Regno.

### Grande Guerra
Rosà viene a trovarsi nelle immediate retrovie durante il primo conflitto mondiale e si ritrova ripetutamente colpita dalle bombe sganciate dagli aerei austriaci. La comunità fornì assistenza ai profughi della Valsugana e dell'Altopiano dei sette comuni che sfollarono in lunghe carovane dalle aree di guerra ritrovandosi senza il minimo indispensabile con cui vivere. Nella seconda parte della guerra anche numerose famiglie rosatesi dovettero emigrare temporaneamente per sfuggire alla distruzione che il fronte sempre più vicino causò. 
Nella prima metà del Novecento dal centro si staccarono ufficialmente quattro parrocchie: Travettore nel 1931, Cusinati nel 1932, Sant'Anna nel 1942 e San Pietro nel 1947.

### Resistenza

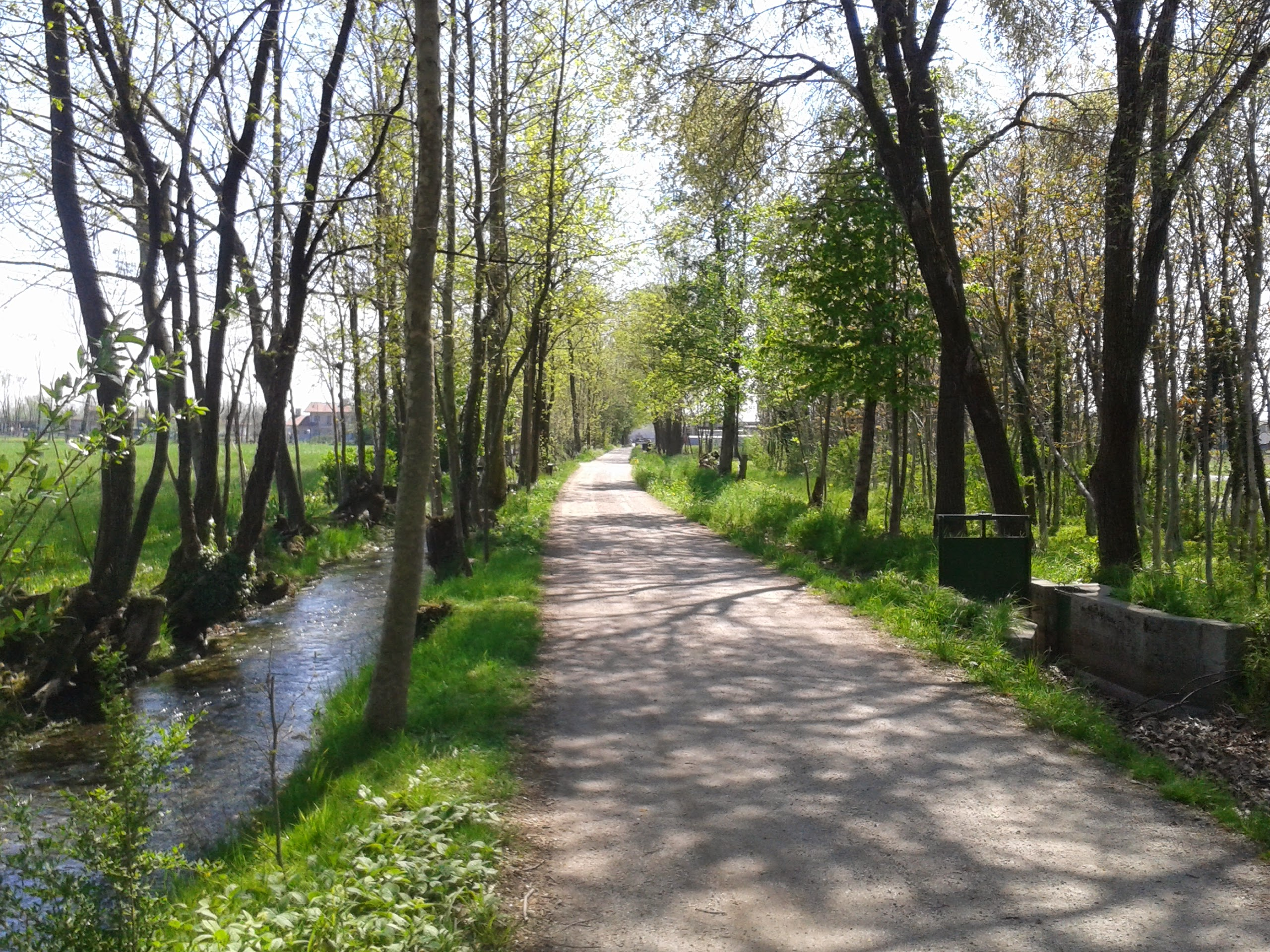
Campagna rosatese

Anche a Rosà i partigiani svolsero un ruolo da protagonisti nella Resistenza contro Nazismo e Fascismo soprattutto durante la Guerra di liberazione.

### Dal dopoguerra
Dopo il ventennio fascista dal 1946 Rosà diviene comune della Repubblica italiana.
L'industria, l'artigianato e il commercio diedero slancio all'economia di Rosà e del bassanese dopo il secondo conflitto mondiale. Questo periodo di boom economico provocò di conseguenza una rapida crescita demografica che dura ancora oggi a testimoniare, anche in tempo di grave crisi economica, il benessere della comunità. Grazie a questa crescita demografica oggi la ridente cittadina veneta si appresta a divenire comune superiore: comune oltre 15 000 abitanti.

### Simboli

Stemma di Rosà

(Descrizione araldica dello stemma del Comune di Rosà)
Il gonfalone è un drappo di bianco.

## Monumenti e luoghi d'interesse

### Architetture religiose

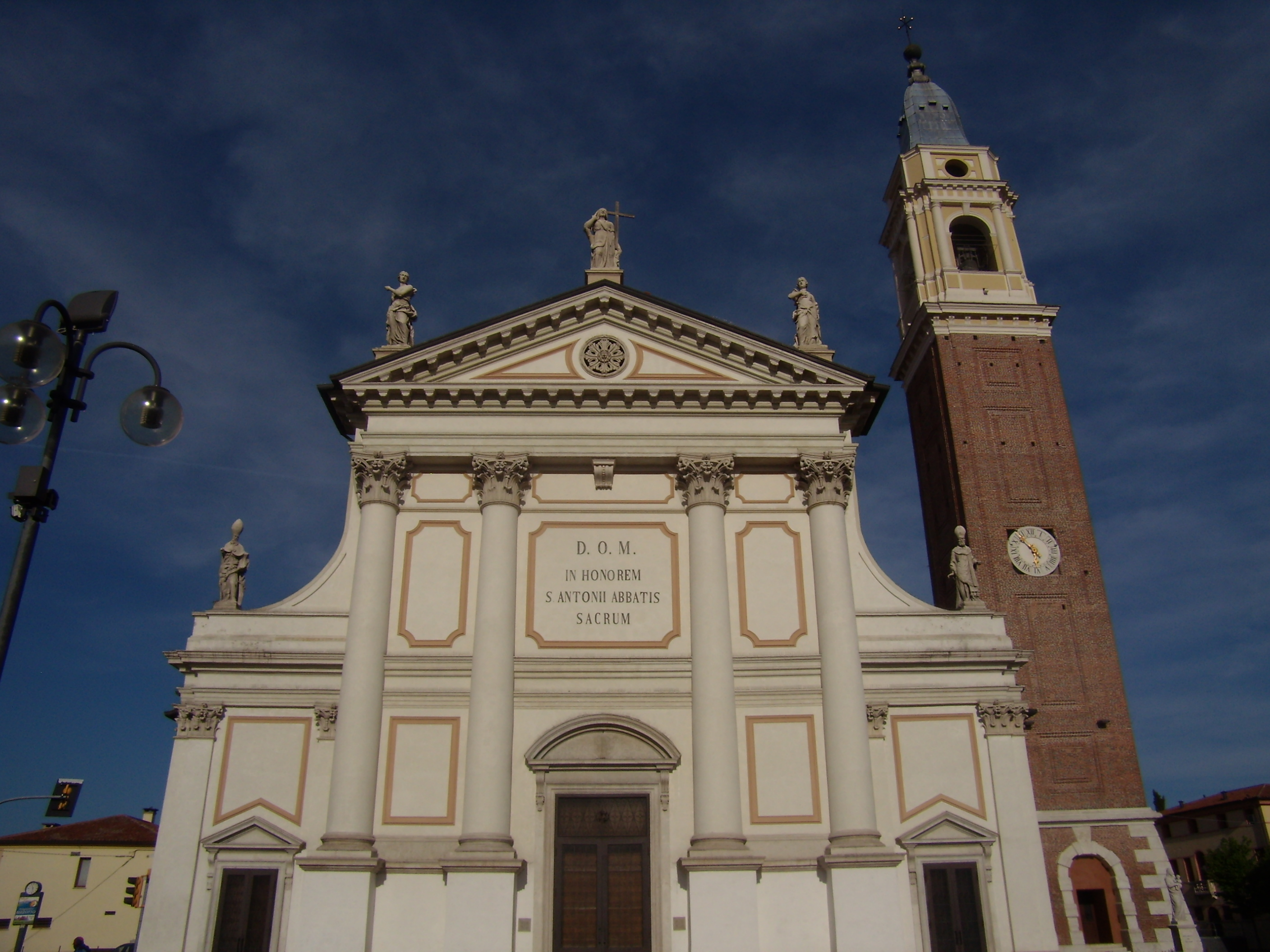
Il Duomo di Rosà

Il duomo è il monumento più celebre del paese. Fu iniziato attorno al 1720, come ingrandimento della vecchia chiesa di Sant'Antonio. Il campanile fu disegnato da Giuseppe Bernardi-Torretti, il primo maestro del Canova e fu completato nel 1817. Nel Duomo di Rosà sono conservati dipinti di Leandro, Giovanni Battista e Jacopo da Ponte, statue di Orazio Marinali e di Giuseppe Bernardi-Torretti.

### Ville venete
Rosà è conosciuta per le sue ville, la più celebre delle quali è senz'altro Villa Dolfin Boldù, immersa in un grande parco, a Ca' Dolfin, a due km dal centro del paese. La villa, iniziata nei primi anni del settecento, presenta un corpo centrale in pietra rossa, un cortile di ampio respiro, con l'aggiunta di un porticato in stile neoclassico, con statue di ingresso. Nel 1918 fu sede del comando del IX Corpo d'Armata schierato sul Monte Grappa ed il 24 agosto 1918 ospitò il re d'Italia Vittorio Emanuele III.
La villa più antica sembra essere però Villa Morosini a Travettore, oggi Gioiagrande, già Villa Sturm fino all'ultima guerra. Altra villa dei primi anni del Settecento è Ca' Diedo, a Cusinati, villa Compostella-Zanchettin e Villa Branca-Boldù in stile impero asburgico. Da ricordare, inoltre, Villa Zanchetta a Travettore, dove ebbe inizio la carriera artistica di Tito Gobbi, Villa Remondini-Nardini, Villa Ca' Minotto, Villa Segafredo, Villa Caffo.

### Architetture civili
- Il centenario Teatro Montegrappa realizzato nel 1914 e oggetto nel 1996 di un poderoso restauro.
- La scuola dell'infanzia statale "Gli Aquiloni" di Rosà, progettata dal noto architetto Mario Botta su commissione comunale, è stata istituita nel settembre 2004. La progettazione della scuola ha privilegiato materiali e colori naturali e tenui.
- La biblioteca civica situata in Palazzo Casale Dolfin di fronte al municipio. Il palazzo è diventato sede della Biblioteca civica nel 2008 dopo essere stato sottoposto ad un imponente restauro che ha portato alla luce antichi affreschi, due bifore e un camino.
- Il Palarosa, palazzetto dello sport di Rosà, situato nell'area a nord-est del centro vicino a Villa Segafredo e utilizzato anche come struttura polifunzionale.
- L'anfiteatro Athena, struttura scoperta con 1200 posti a sedere situata a fianco del Palarosa.
- Le piscine comunali "Piscine delle Rose", situate nell'area sportiva adiacente a Villa Segafredo, offrono 3 vasche coperte, 2 scoperte e un'area benessere.
- Lo stadio comunale "T. Zen" nell'area nord-ovest del centro dotato di ampie gradinate coperte.
- Il nuovo Centro diurno per anziani realizzato nel 2011 in un'area molto centrale del paese grazie al contributo finanziario della Regione Veneto.
- Il Giardino delle Rose situato dietro la Biblioteca civica.
- Lo Skatepark "Rosangeles" costruito nell'area piscine vicino a Villa Segafredo.

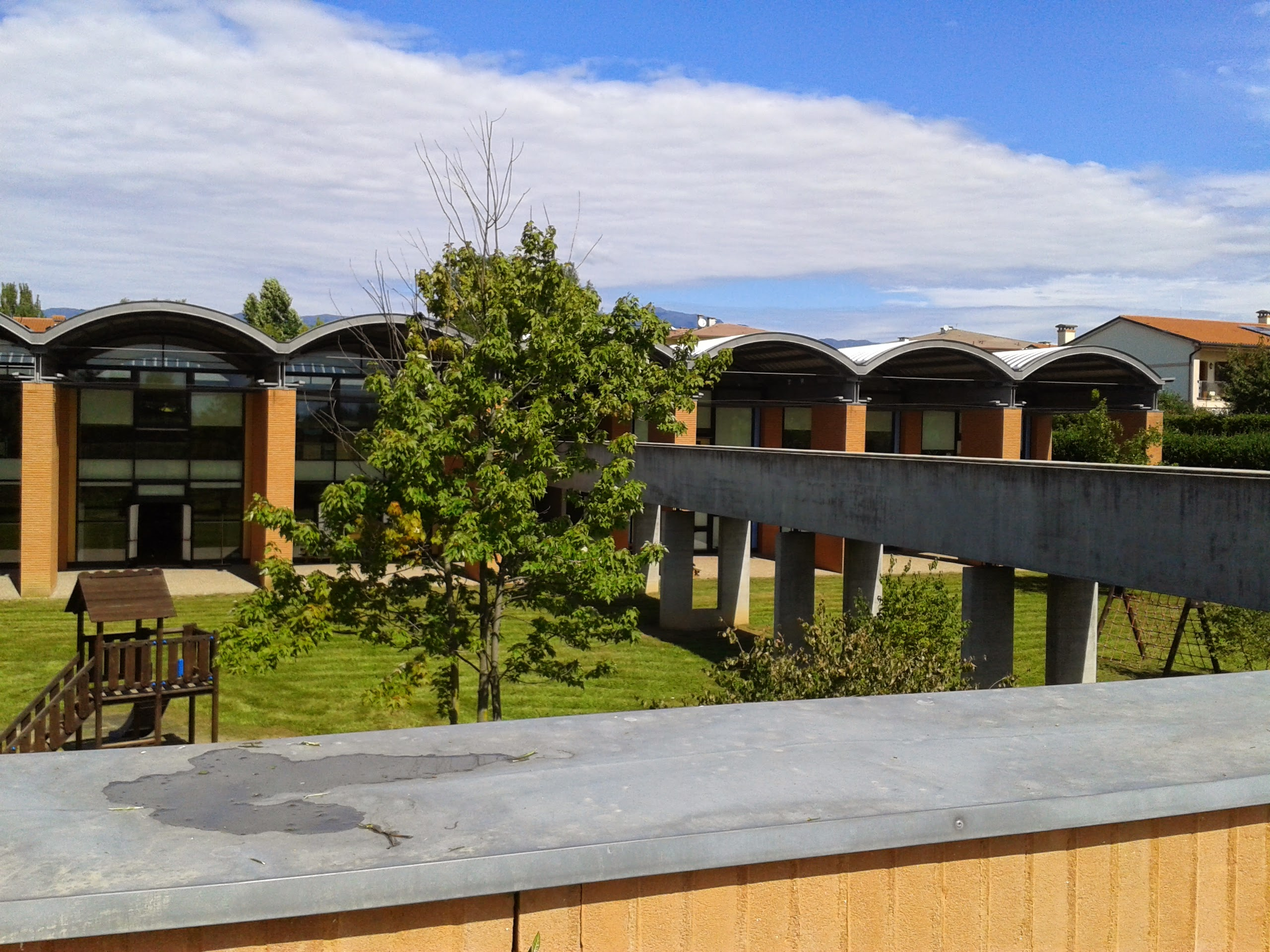
La Scuola dell'infanzia statale "Gli Aquiloni" di Rosà da sud
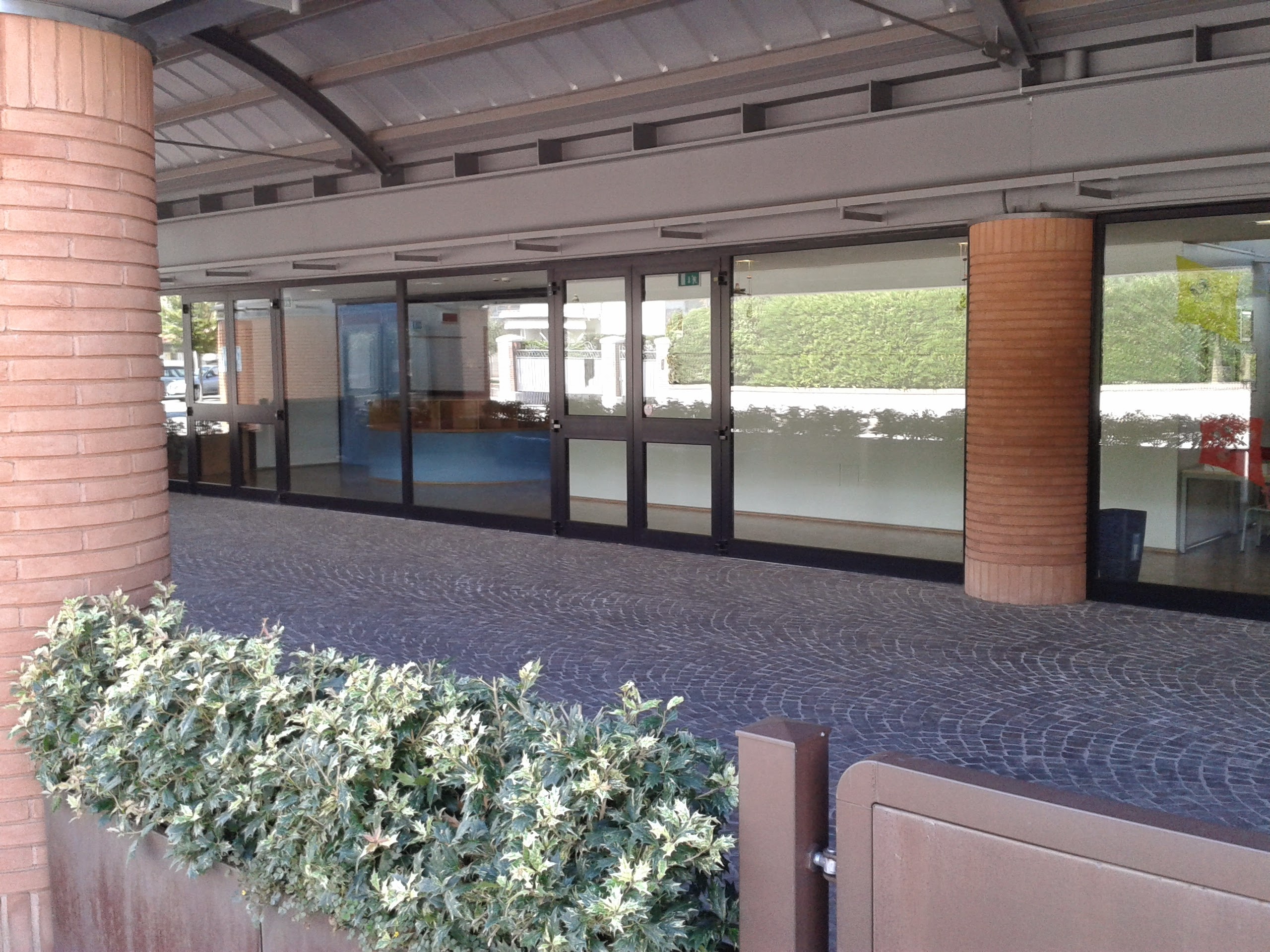
La Scuola dell'infanzia statale "Gli Aquiloni" di Rosà da nord
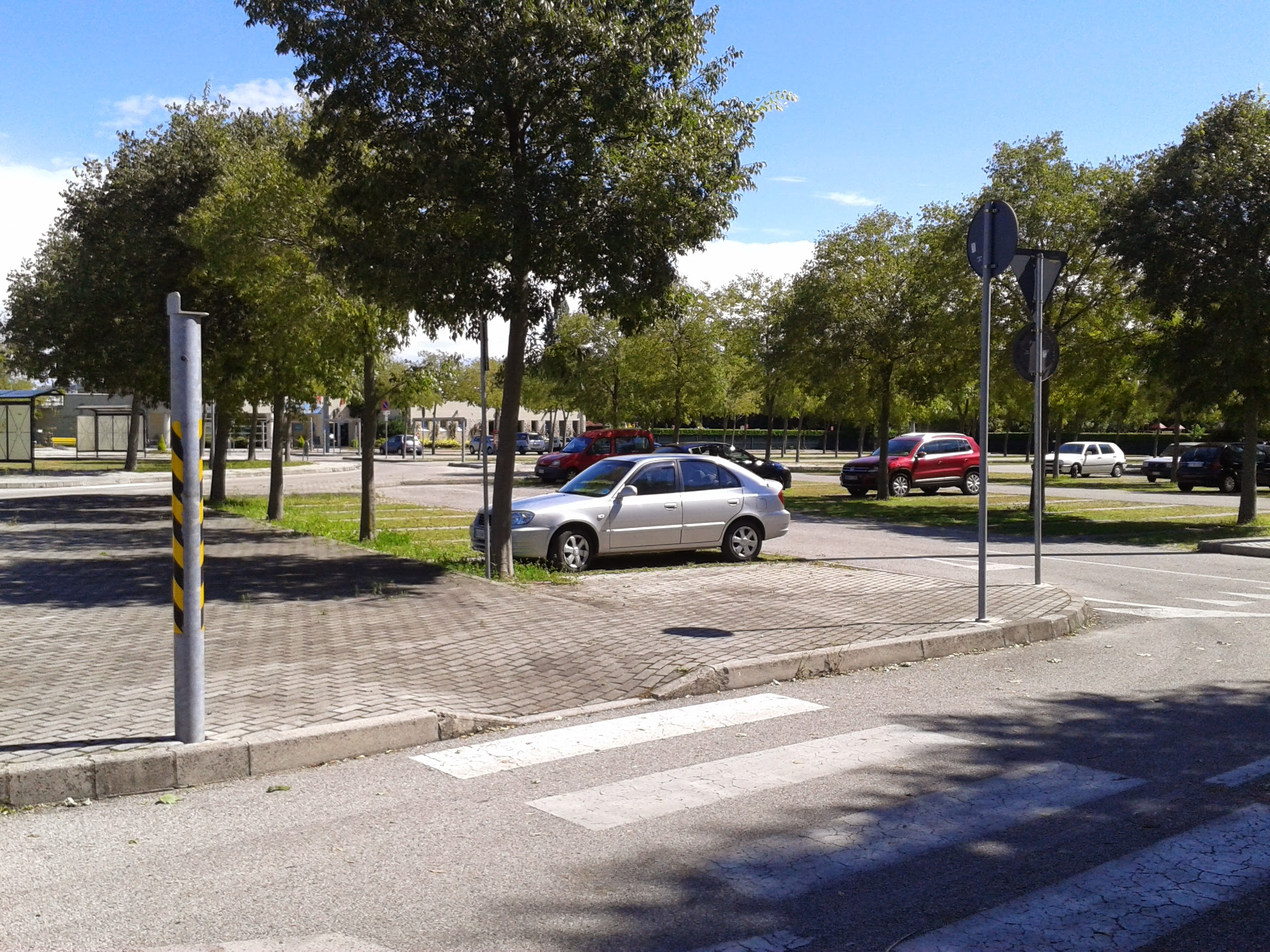
Parcheggio delle "Piscine Comunali delle Rose"
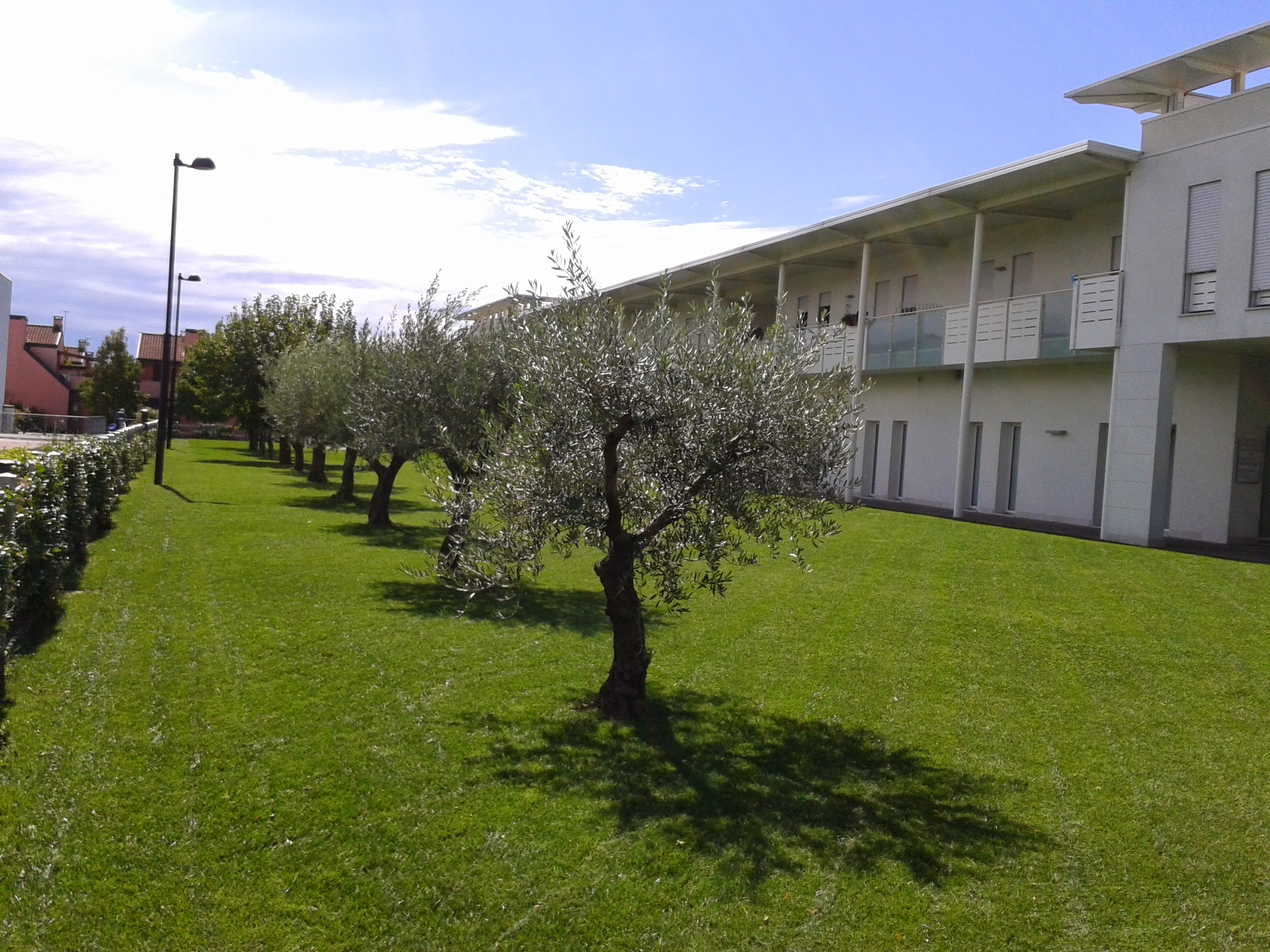
Il Centro diurno per anziani nella struttura polivalente socio-sanitaria del 2011 da nord
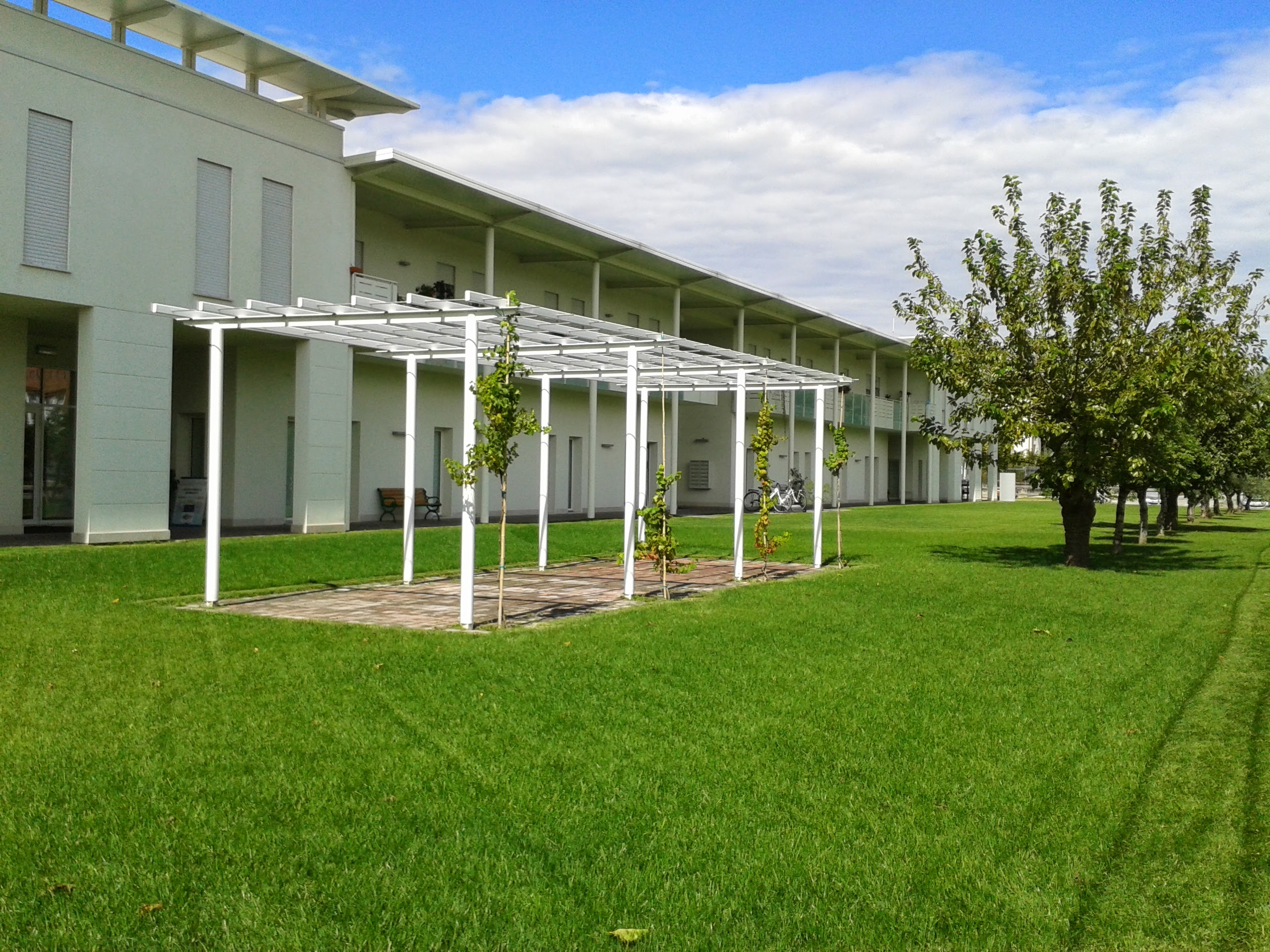
La struttura polivalente socio-sanitaria di Rosà vista da sud

### Aree naturali
Il comune di Rosà è interessato insieme a Cartigliano e Bassano del Grappa dal Parco Civiltà delle Rogge. Il Parco rurale regionale ha un'estensione di 250 ha, di cui 150 ha nel solo comune di Rosà. È situato tra Travettore di Rosà e Quartiere Prè di Bassano. L'area, appartenuta in gran parte alla famiglia nobiliare veneziana Morosin, conserva traccia dell'antica divisione fondiaria della zona ed è interessata da una rete di antiche rogge. Nel parco è conservata una delle ultime strade romane non asfaltate in Veneto.

### Altro

#### Piazze
- Piazza Cardinale Baggio o Piazza Duomo
- Piazza Serenissima
- Piazza Libertà
- Piazza San Marco
- Piazza Monsignor Ciffo
- Piazza Tito Gobbi (Travettore)
- Piazza Pontida
- Piazza don Gelmino Nicolato (Frazione di Sant'Anna di Rosà)

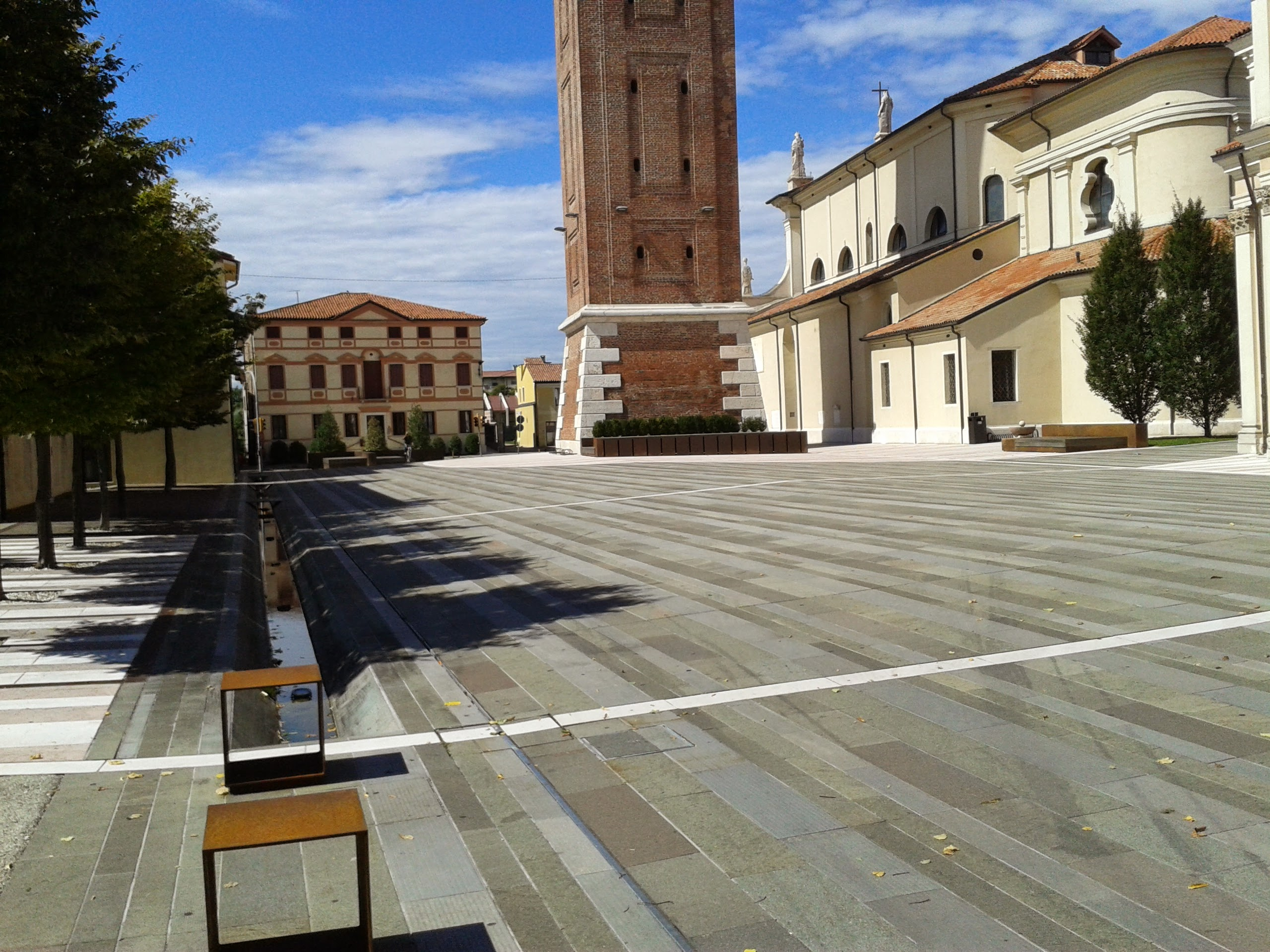
Piazza Duomo
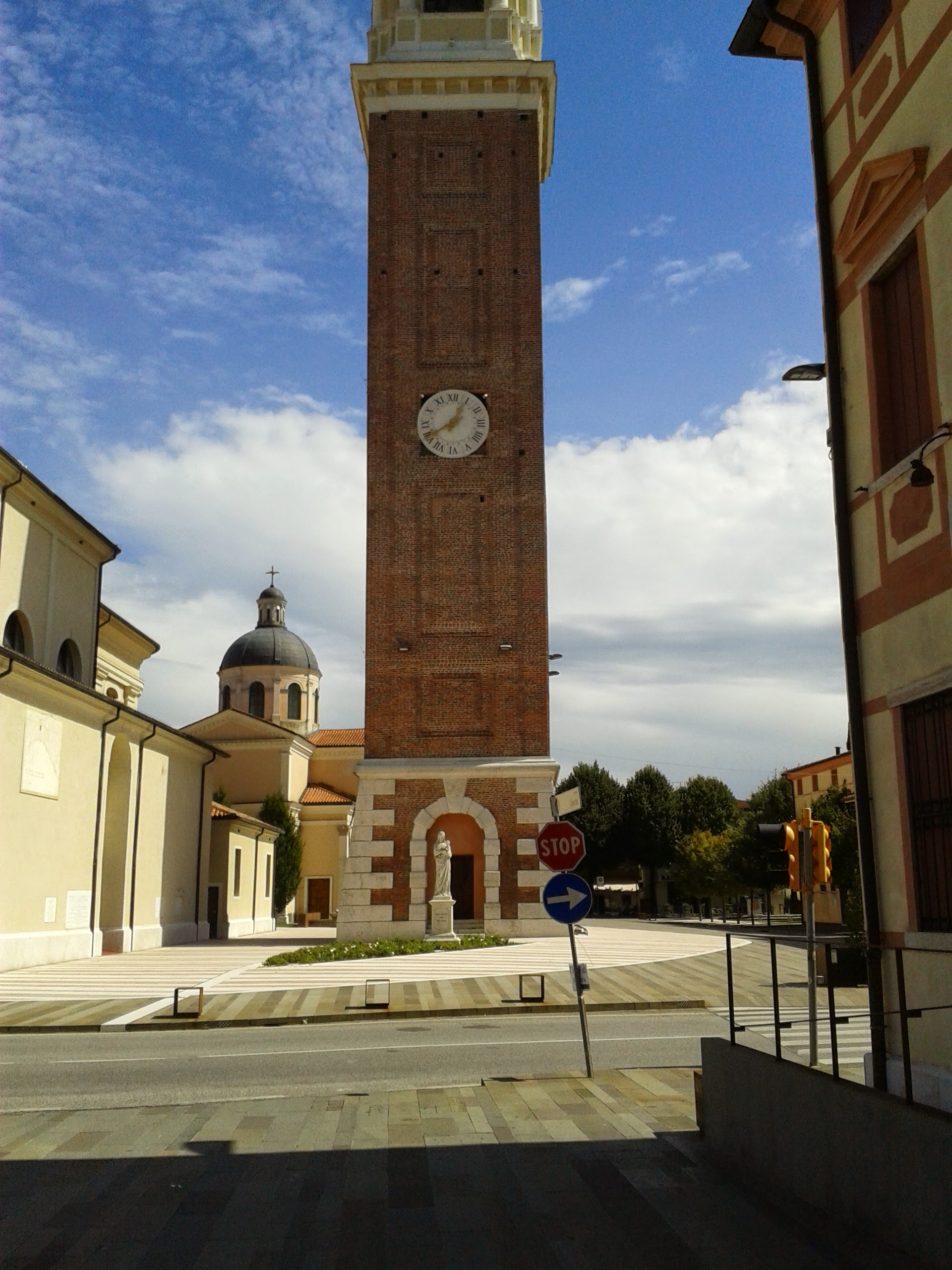
Il campanile di Rosà in Piazza Duomo
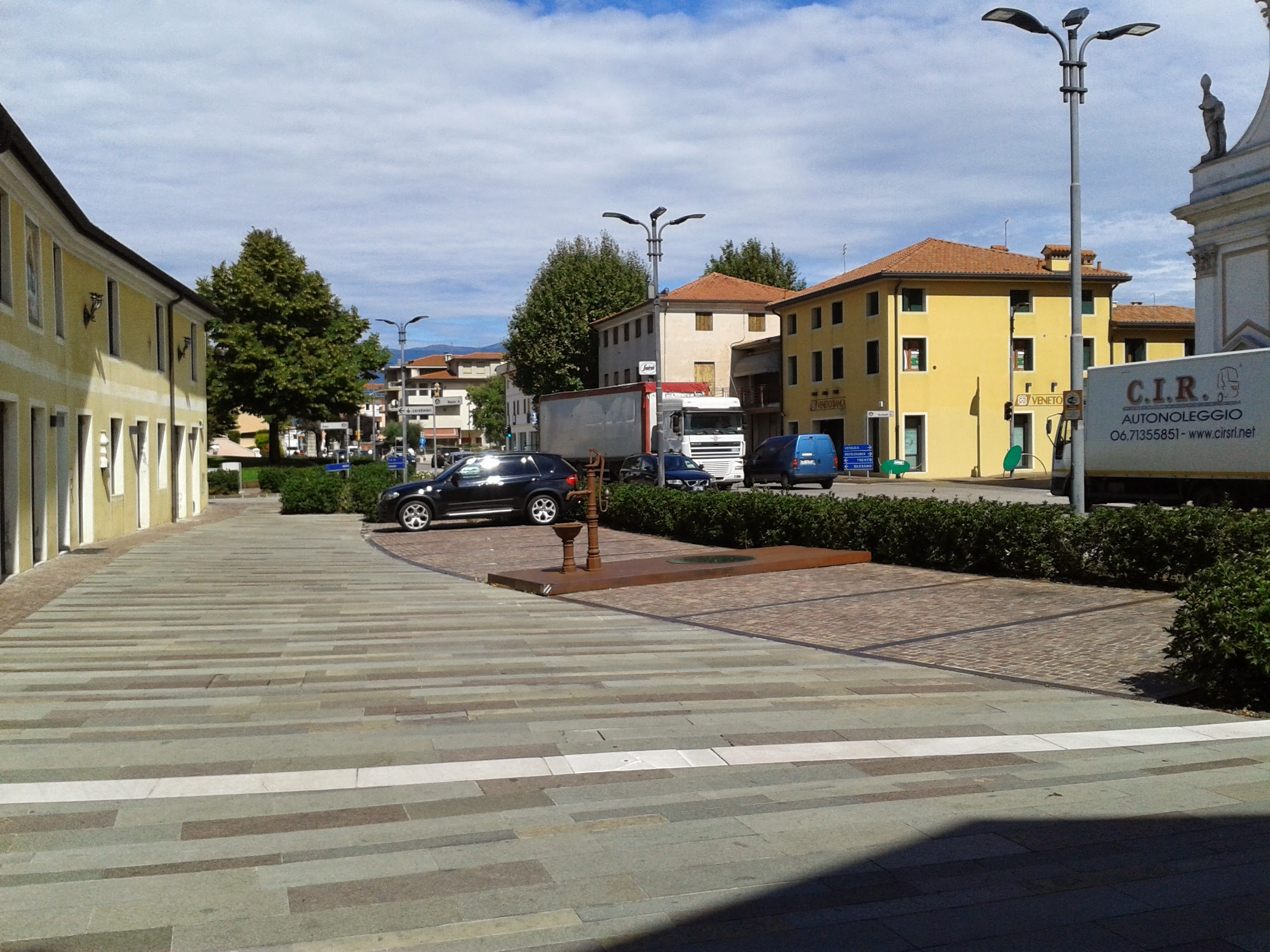
Piazza Libertà

#### Vie centrali
- Via Roma
- Via Mazzini
- Via Garibaldi
- Via Capitano Alessio

#### Aree verdi
- Parco delle Rose
- Parco di Villa Segafredo
- Parco di Villa Dolfin
- Parco di Villa Santini

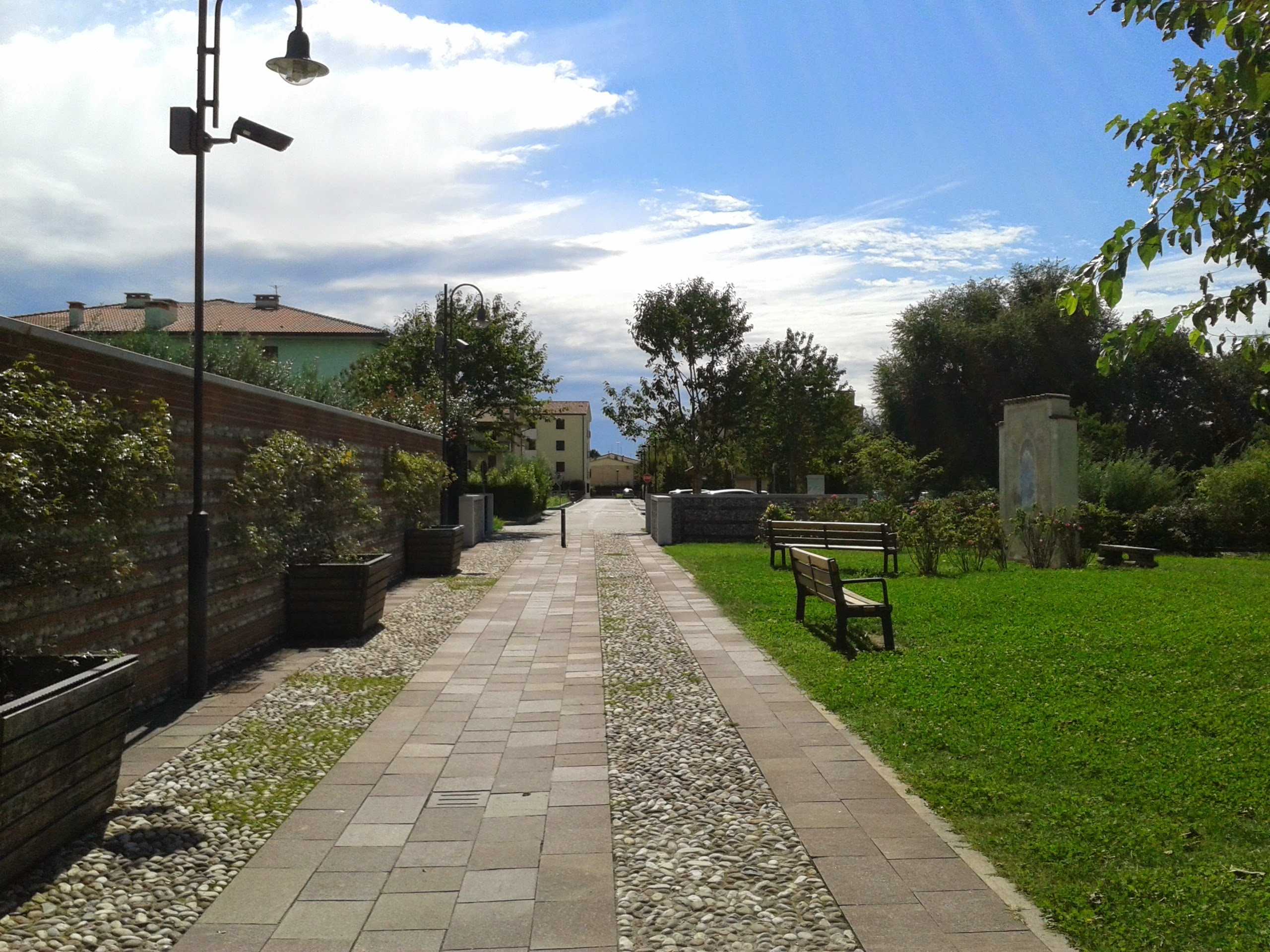
Il Parco delle Rose
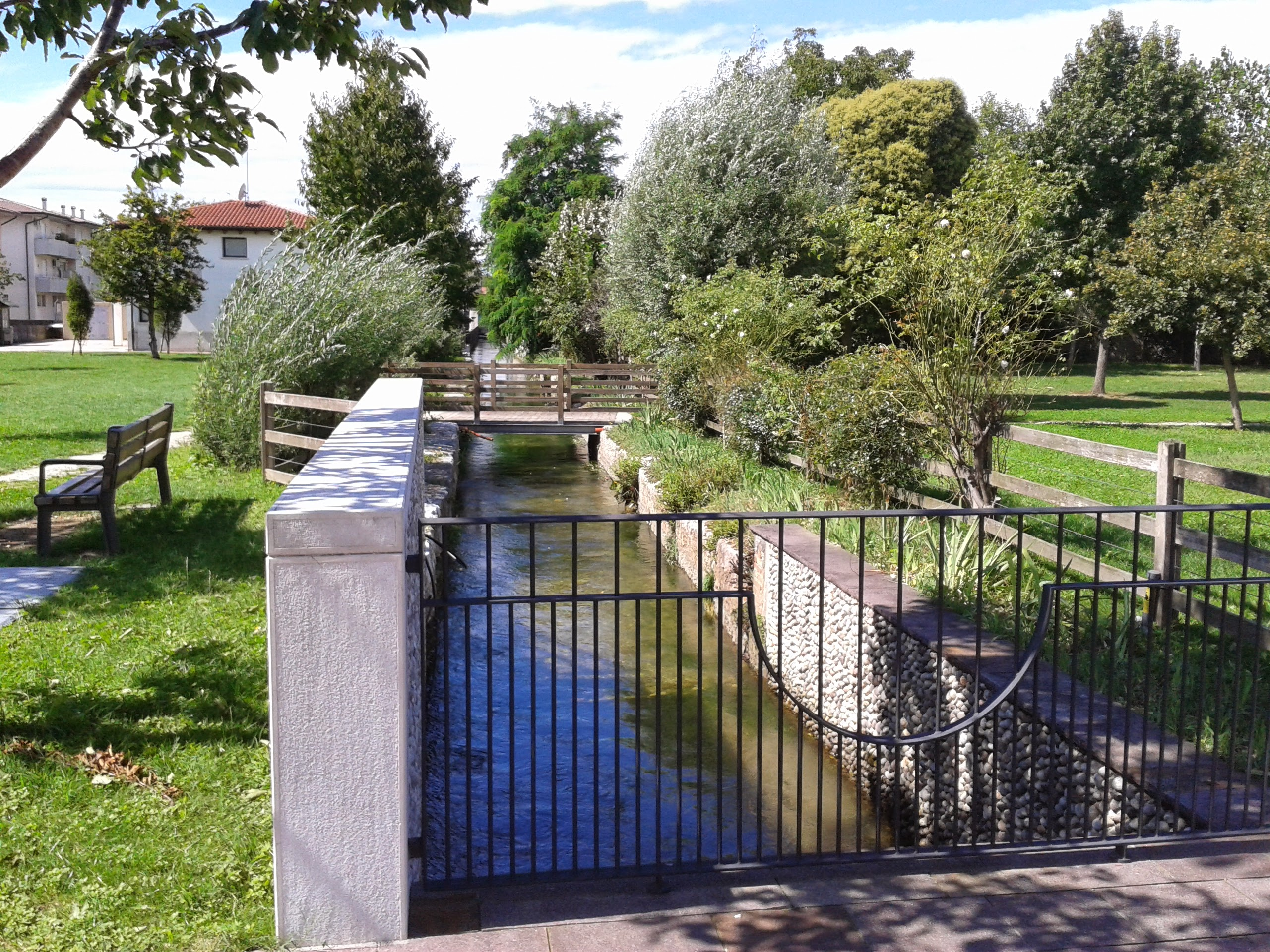
La Roggia Munara che attraversa il Parco delle Rose
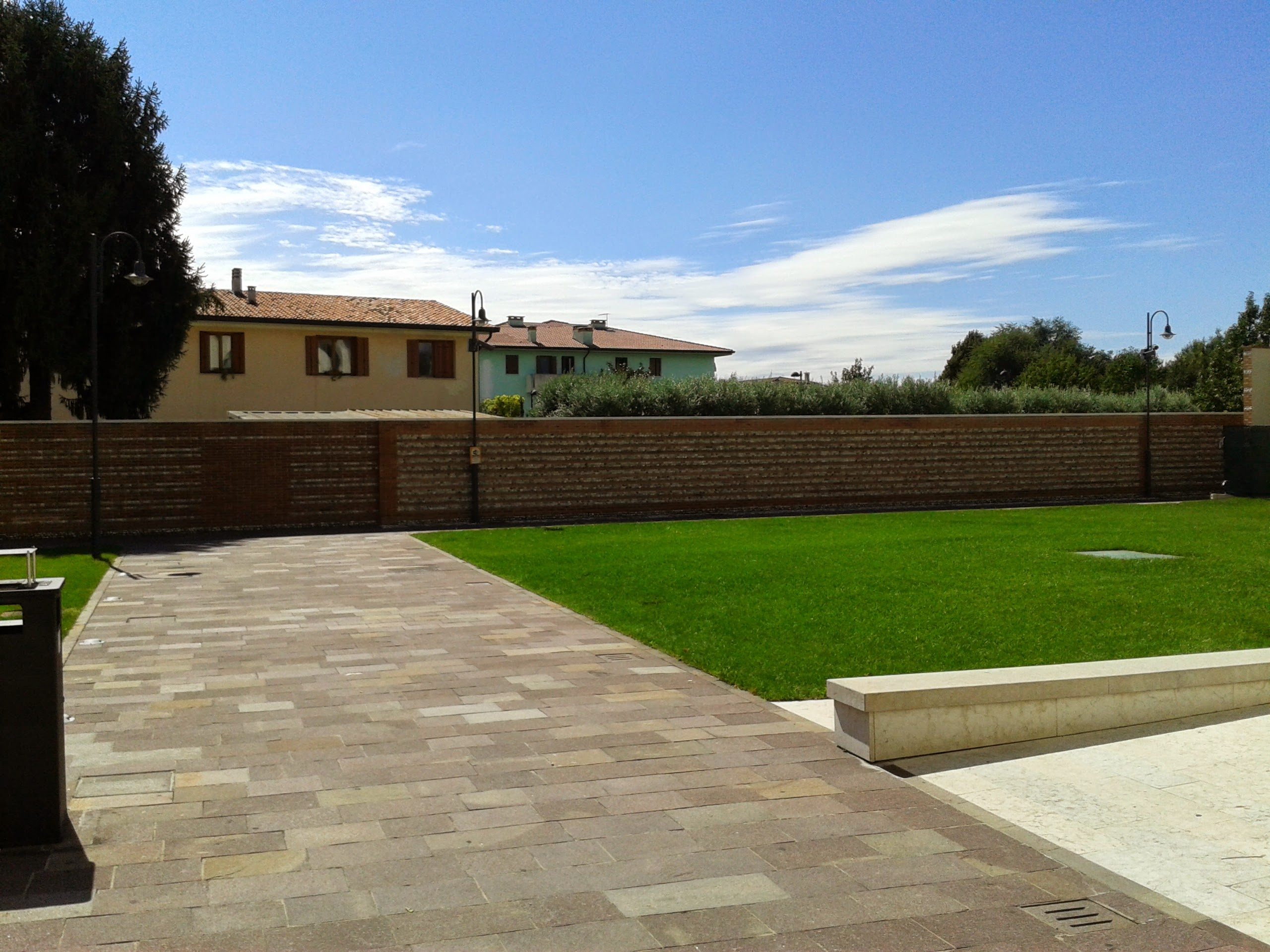
Piazzetta delle acque, dietro Palazzo Casale Dolfin

## Società

### Evoluzione demografica
Abitanti censiti

### Etnie e minoranze straniere
Secondo i dati ISTAT al 31 dicembre 2015, la popolazione straniera residente era di 1 167 persone. Le nazionalità maggiormente rappresentate in base alla loro percentuale sul totale della popolazione residente erano:
- Romania: 307 (2,13%)
- Kosovo: 183 (1,27%)
- Ghana: 129 (0,89%)
- Marocco: 106 (0,74%)
- Albania: 89 (0,62%)
- Macedonia: 45 (0,31%)
- Moldavia: 44 (0,31%)
- Senegal: 41 (0,28%)
- Burkina Faso: 26 (0,18%)
- Cina: 20 (0,14%)

### Lingue e dialetti
Oltre all'italiano, nella popolazione è fortemente radicata, soprattutto tra le persone più anziane, la lingua veneta. Essa deriva dal latino volgare parlato dagli antichi Veneti romanizzati a partire dalla fine del III secolo a.C..

## Geografia antropica

### Quartieri
Rosà è attualmente suddivisa in 11 quartieri, con presidente e colori sociali.

Annualmente questi quartieri si sfidano durante l'estate in 2 tornei di calcio amatoriale e il Palio delle Rose.

Questi sono i quartieri:
- Borgo Tocchi
- Ca' Dolfin
- Ca' Minotto
- Carpellina
- Cremona, su quartierecremona.altervista.org.
- Lunardon
- Nuovo
- Oratorio
- Sant'Antonio
- Seminarietto, su quartiereseminarietto.it. URL consultato il 19 giugno 2019 (archiviato dall'url originale il 23 luglio 2018).
- Tigli-Matteotti

## Economia
Oggigiorno, i settori produttivi in cui è maggiormente impegnata l'economia rosatese riguardano il mobile, la ceramica, la microutensileria e la meccanica leggera.

## Infrastrutture e trasporti

### Strade
Rosà è nata su un importante crocevia di 3 strade che si intersecano secondo gli assi nord-sud ed est-ovest:
- La SS47 della Valsugana che collega Padova a Trento (costituisce l'asse nord-sud)
- La SR245 Castellana che partendo dalla stessa Rosà raggiunge Mestre (dal centro si dirige ad est)
- la SP58 (che dal centro punta ad ovest verso Nove)

Il comune sarà presto servito anche dalla Superstrada Pedemontana Veneta che lo collegherà alla rete autostradale italiana, in particolare alla A4, alla A31 e alla A27.

### Ferrovie

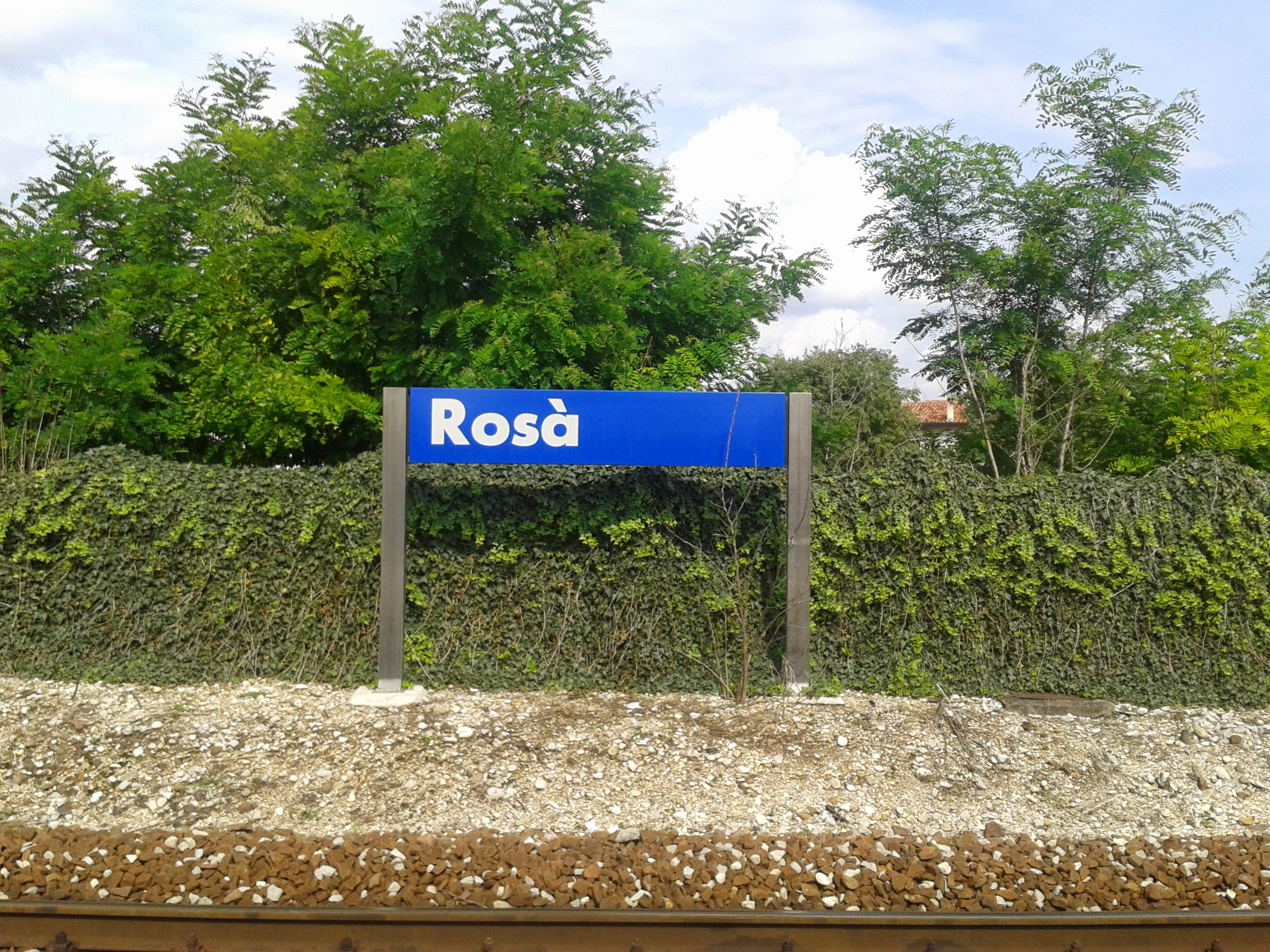
Stazione ferroviaria di Rosà

La Stazione di Rosà, che serve la cittadina, è inserita nella linea ferroviaria Bassano del Grappa - Padova

### Mobilità urbana

#### Autobus
Il comune è servito sia da Busitalia Veneto con la linea Bassano del Grappa - Padova sia da SVT Società Vicentina Trasporti con la linea Bassano del Grappa - Rossano Veneto

#### Piste ciclabili

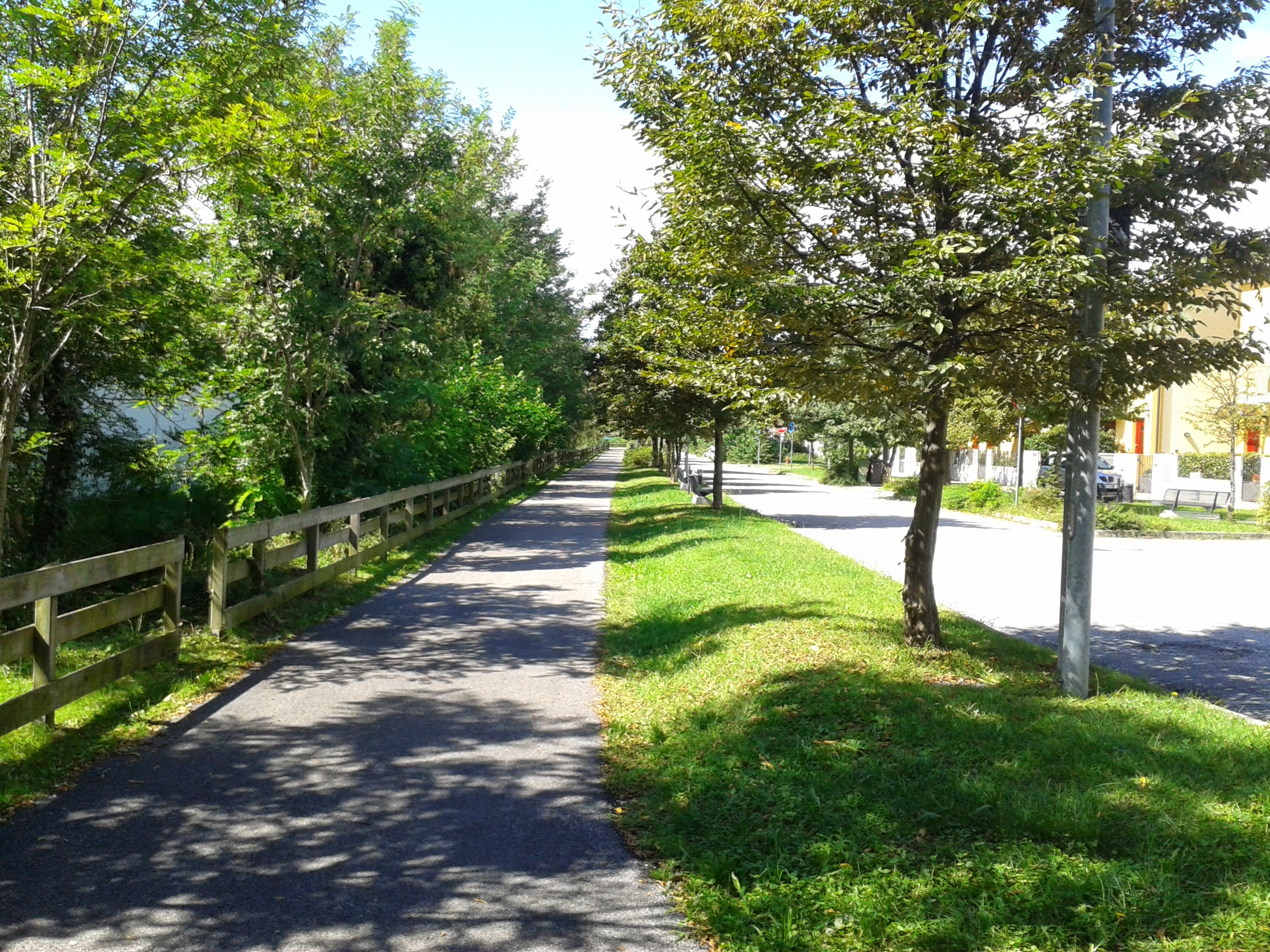
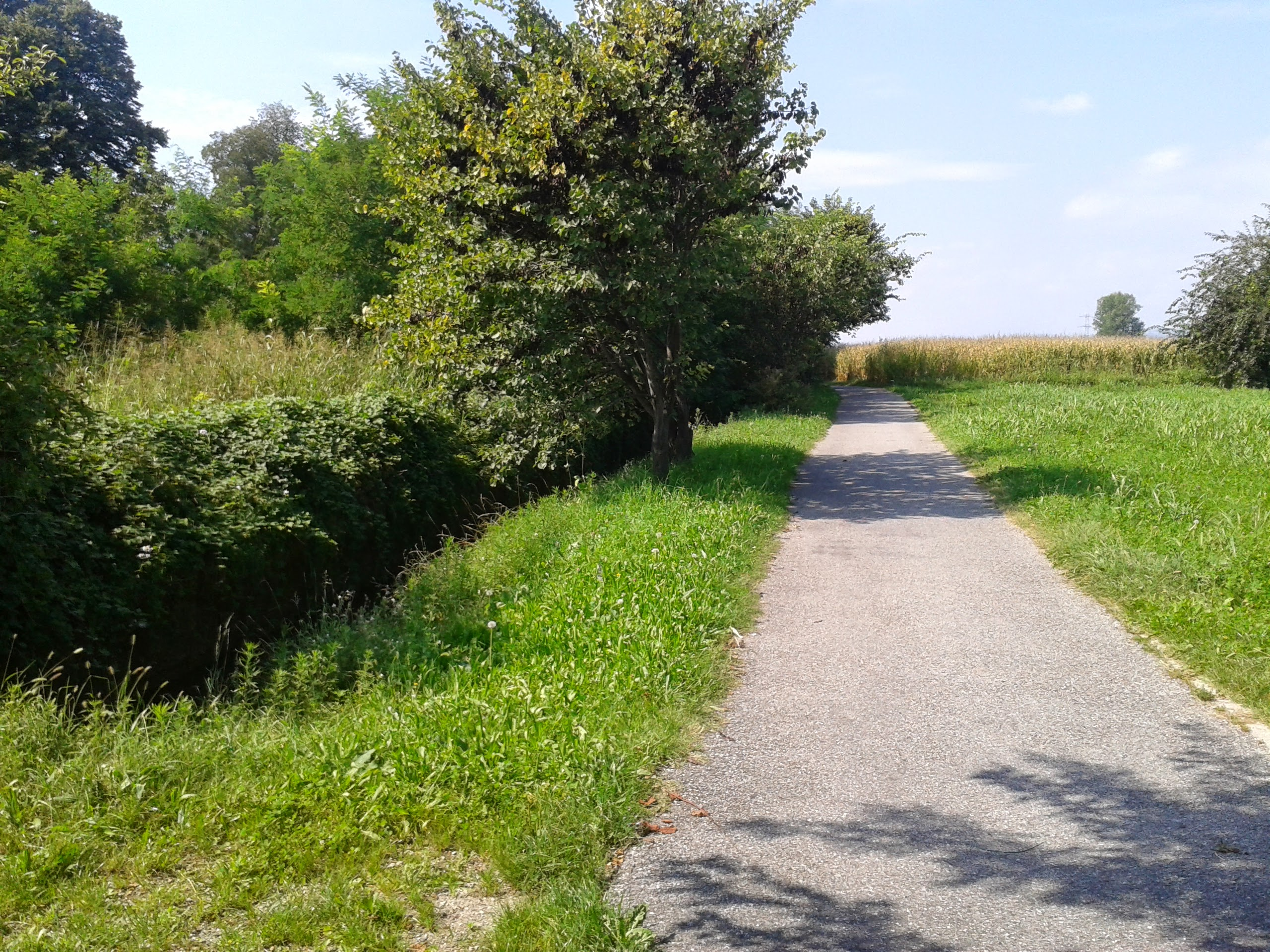
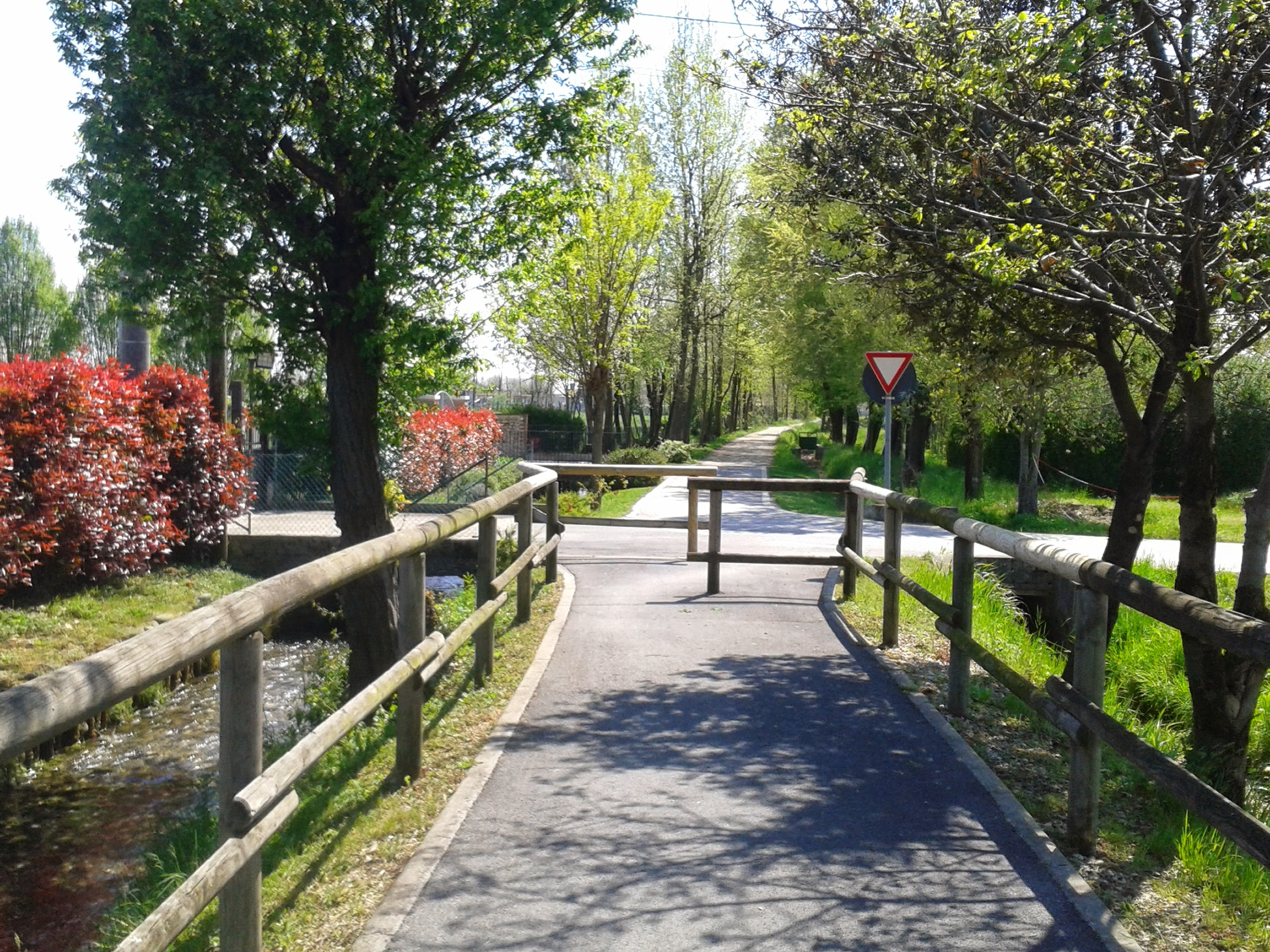
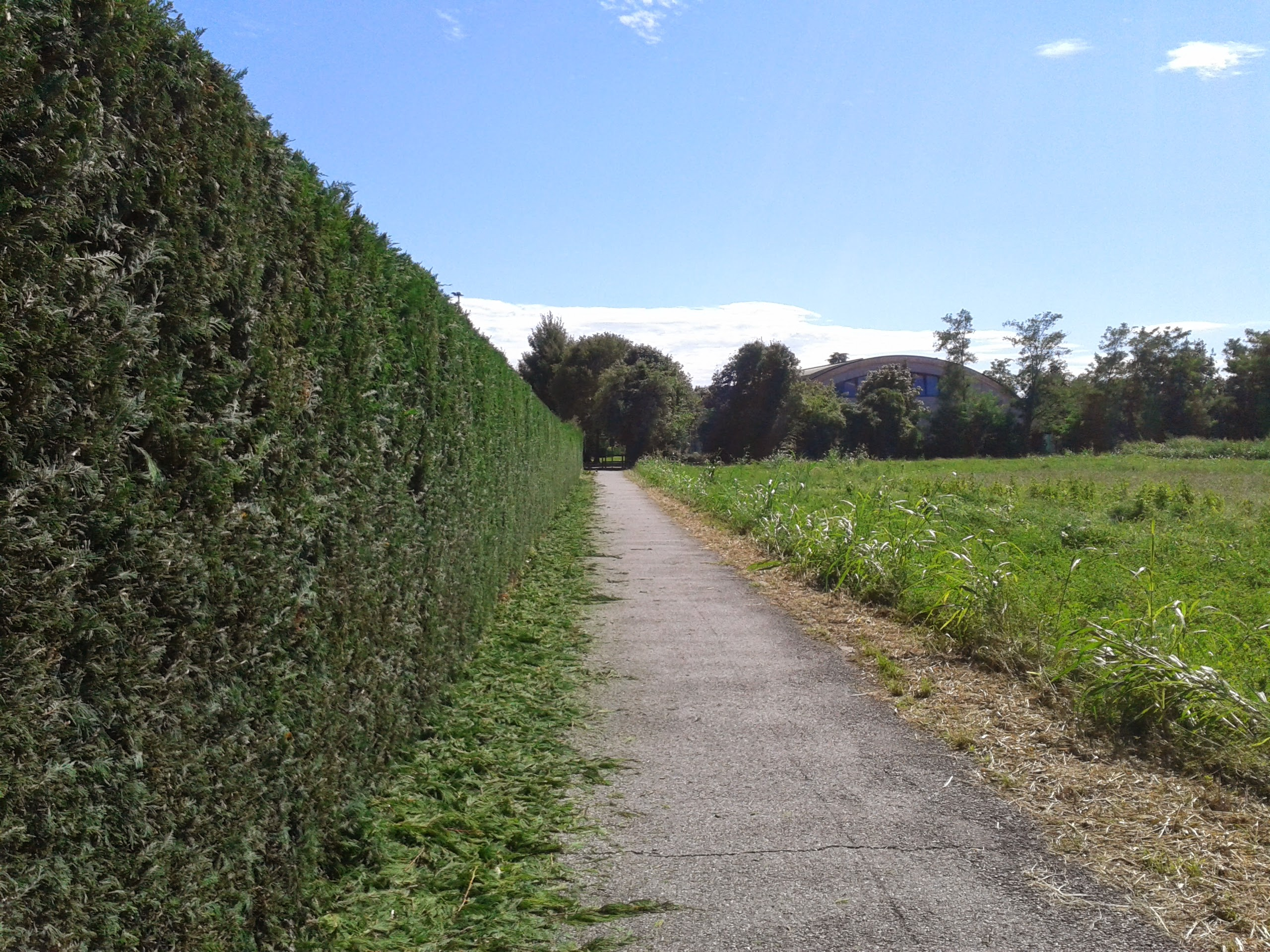
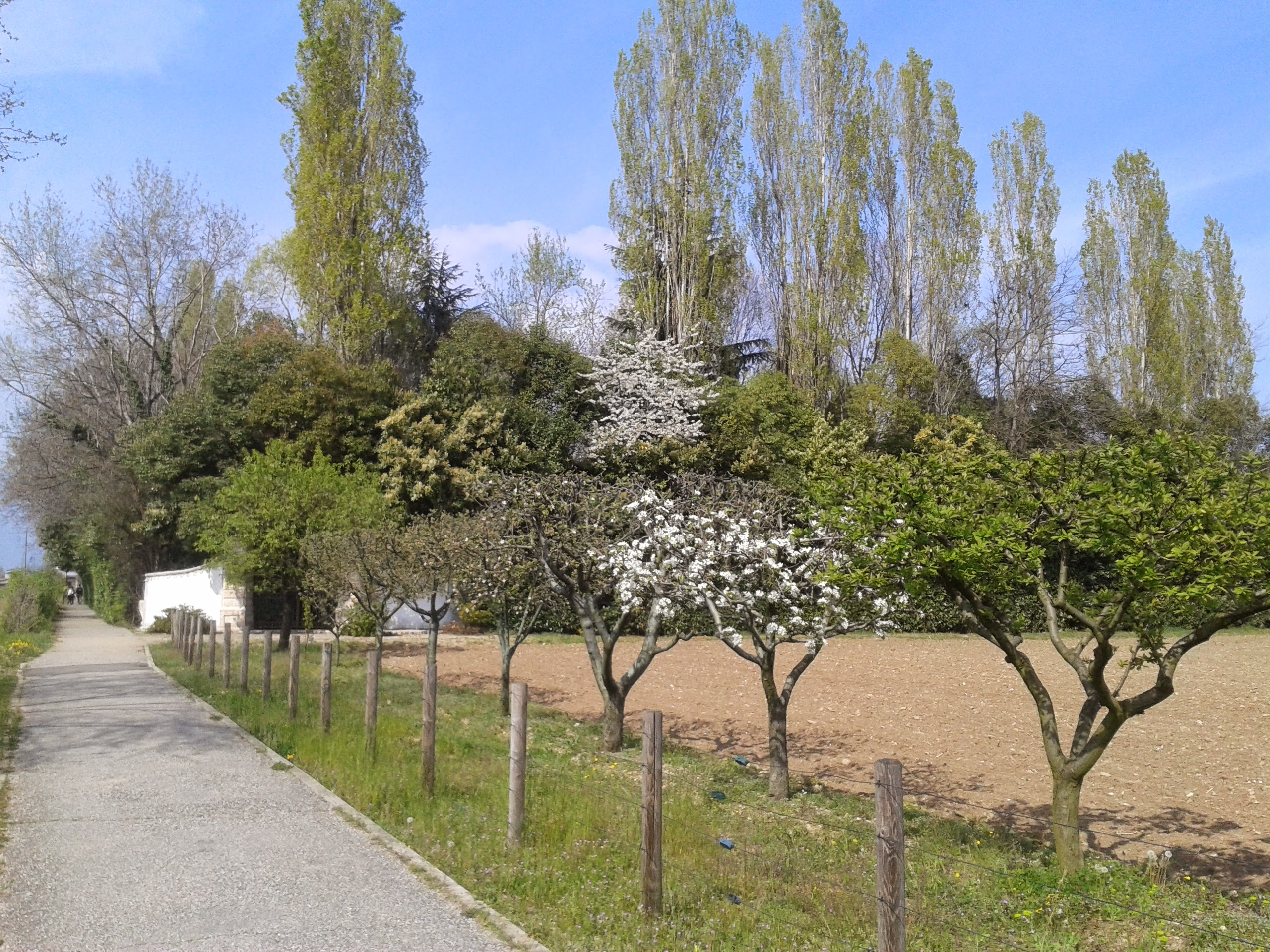
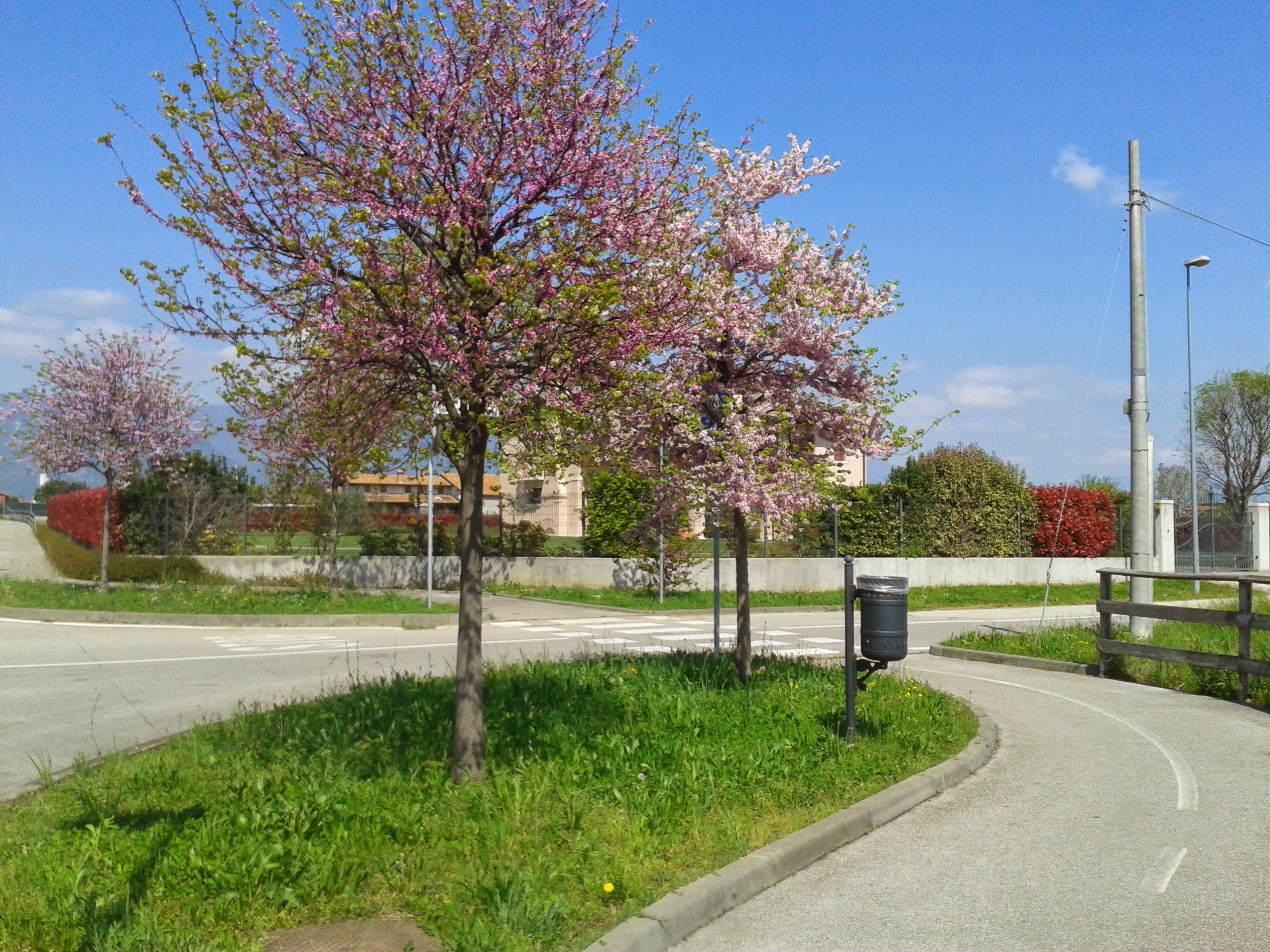
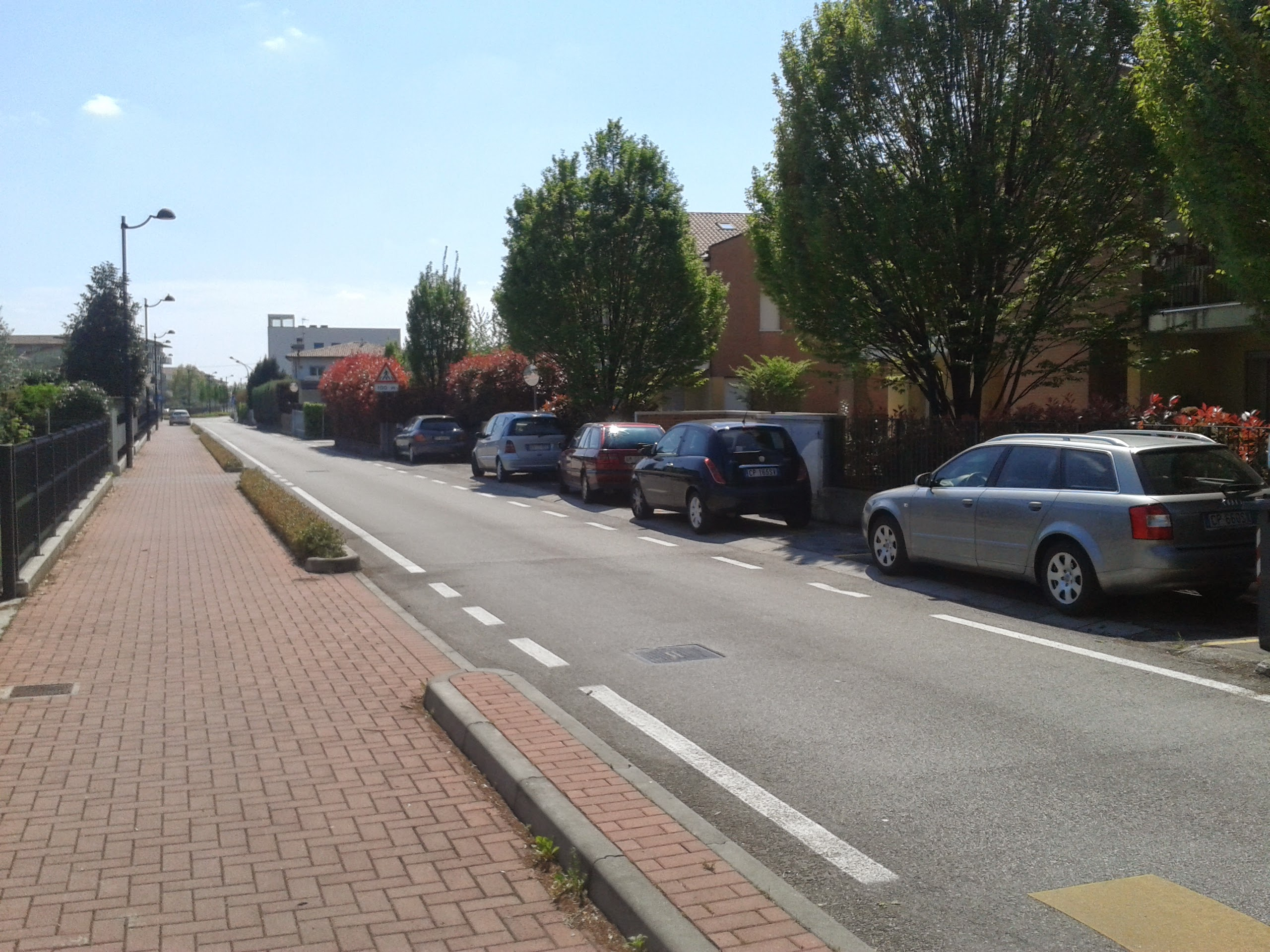
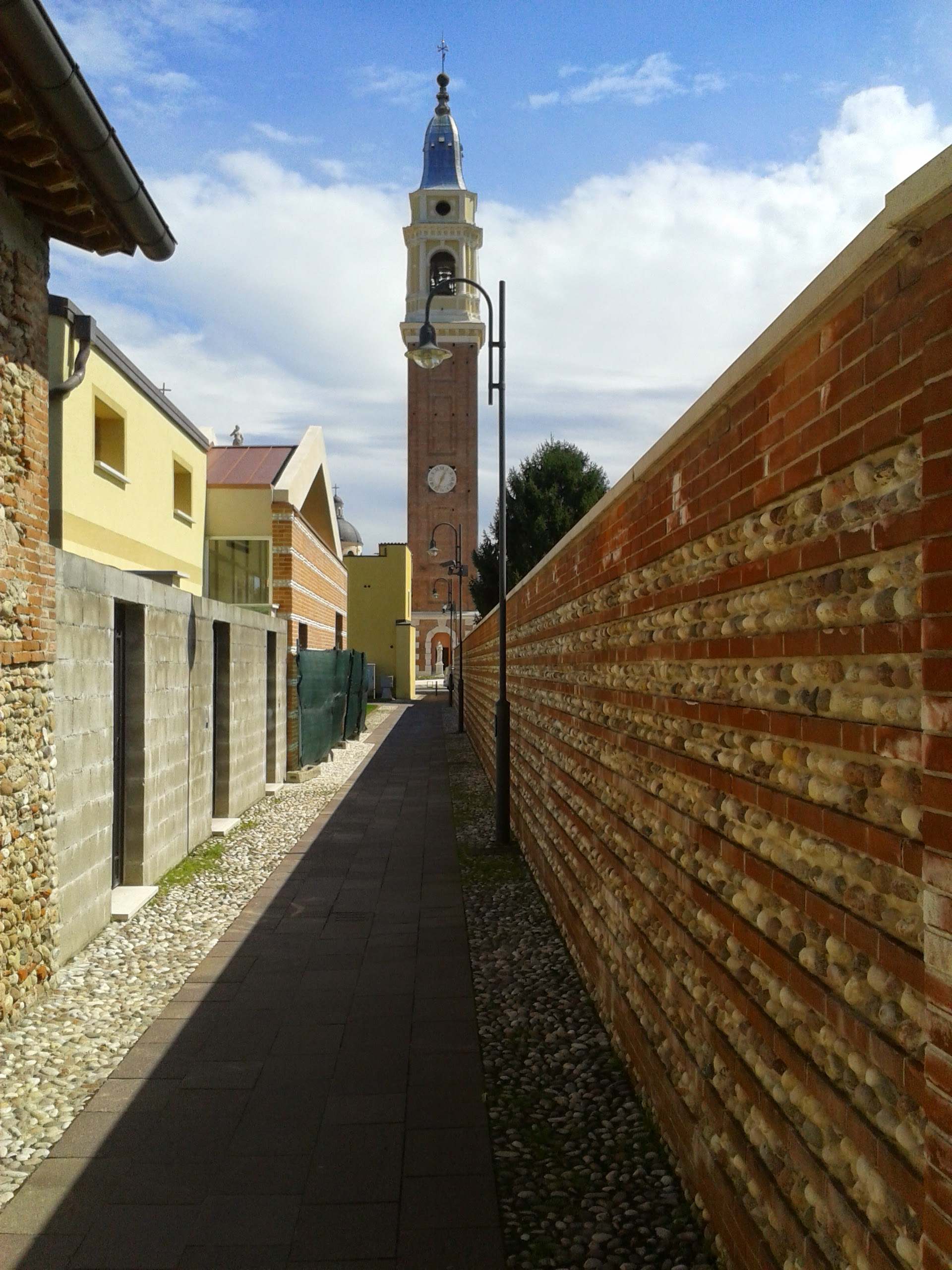

21 km di piste ciclabili collegano il centro con le frazioni e con i comuni di Bassano del Grappa, Rossano Veneto, Cartigliano e Tezze sul Brenta.

## Amministrazione

Gonfalone comunale

| Periodo | Periodo | Primo cittadino       | Partito | Carica                  | Note |
| ------- | ------- | --------------------- | ------- | ----------------------- | ---- |
| 1866    | 1887    | Vincenzo Dolfin       |         | Sindaco                 |      |
| 1889    | 1904    | Antonio Cavallini     |         | Sindaco                 |      |
| 1905    | 1927    | Leonardo Dolfin Boldù |         | Sindaco                 |      |
| 1927    | 1940    | Leonardo Dolfin Boldù |         | Podestà (fascismo)      |      |
| 1940    | 1943    | Luigi Baggio          |         | Commissario prefettizio |      |
| 1943    | 1944    | Luigi Rossi           |         | Commissario prefettizio |      |
| 1944    | 1945    | Ermenegildo Fincati   |         | Commissario prefettizio |      |
| 1945    | 1946    | Marco Triveron        |         | Sindaco                 |      |

### Sindaci dal 1946
|                                                      | Domenico Martinello | Democrazia Cristiana | 1946-1947      | 1946   |
|                                                      | Giacomo Amabilia    | Democrazia Cristiana | 1947-1950      | (1946) |
|                                                      | Giovanni Sonda      | Democrazia Cristiana | 1950-1956      | (1946) |
| 1951                                                 | Giovanni Sonda      | Democrazia Cristiana | 1950-1956      |        |
|                                                      | Stefano Carli       | Democrazia Cristiana | 1956-1964      | 1956   |
| 1960                                                 | Stefano Carli       | Democrazia Cristiana | 1956-1964      |        |
|                                                      | Giovanni Sonda      | Democrazia Cristiana | 1964-1970      | 1964   |
|                                                      | Antonio Parolin     | Democrazia Cristiana | 1970-1973      | 1970   |
|                                                      | Settimo Carlesso    | Democrazia Cristiana | 1973-1975      | (1970) |
|                                                      | Luciano Chiminello  | Democrazia Cristiana | 1975-1977      | 1975   |
|                                                      | Antonio Parolin     | Democrazia Cristiana | 1977-1980      | (1975) |
|                                                      | Luciano Chiminello  | Democrazia Cristiana | 1980-1985      | 1980   |
|                                                      | Mariano Battocchio  | Democrazia Cristiana | 1985           | (1980) |
|                                                      | Angelo Chiorboli    | Democrazia Cristiana | 1985           | 1985   |
|                                                      | Lorenzo Signori     | Democrazia Cristiana | 1985-1989      | (1985) |
|                                                      | Giacomino Carli     | Democrazia Cristiana | 1989-1992      | 1989   |
|                                                      | Gian Paolo Baggio   | Democrazia Cristiana | 1992-1993      | (1989) |
| Sindaci eletti direttamente dai cittadini (dal 1993) |                     |                      |                |        |
|                                                      | Giovanni Didonè     | Lega Nord            | 1993-2002      | 1993   |
| 1997                                                 | Giovanni Didonè     | Lega Nord            | 1993-2002      |        |
|                                                      | Manuela Lanzarin    | Lega Nord            | 2002-2012      | 2002   |
| 2007                                                 | Manuela Lanzarin    | Lega Nord            | 2002-2012      |        |
|                                                      | Paolo Bordignon     | Lega Nord            | 2012-2022      | 2012   |
| 2017                                                 | Paolo Bordignon     | Lega Nord            | 2012-2022      |        |
|                                                      | Elena Mezzalira     | Lega                 | 2022-in carica | 2022   |

### Gemellaggi
- Schallstadt, dal 1991
- La Crau, dal 2006

## Sport

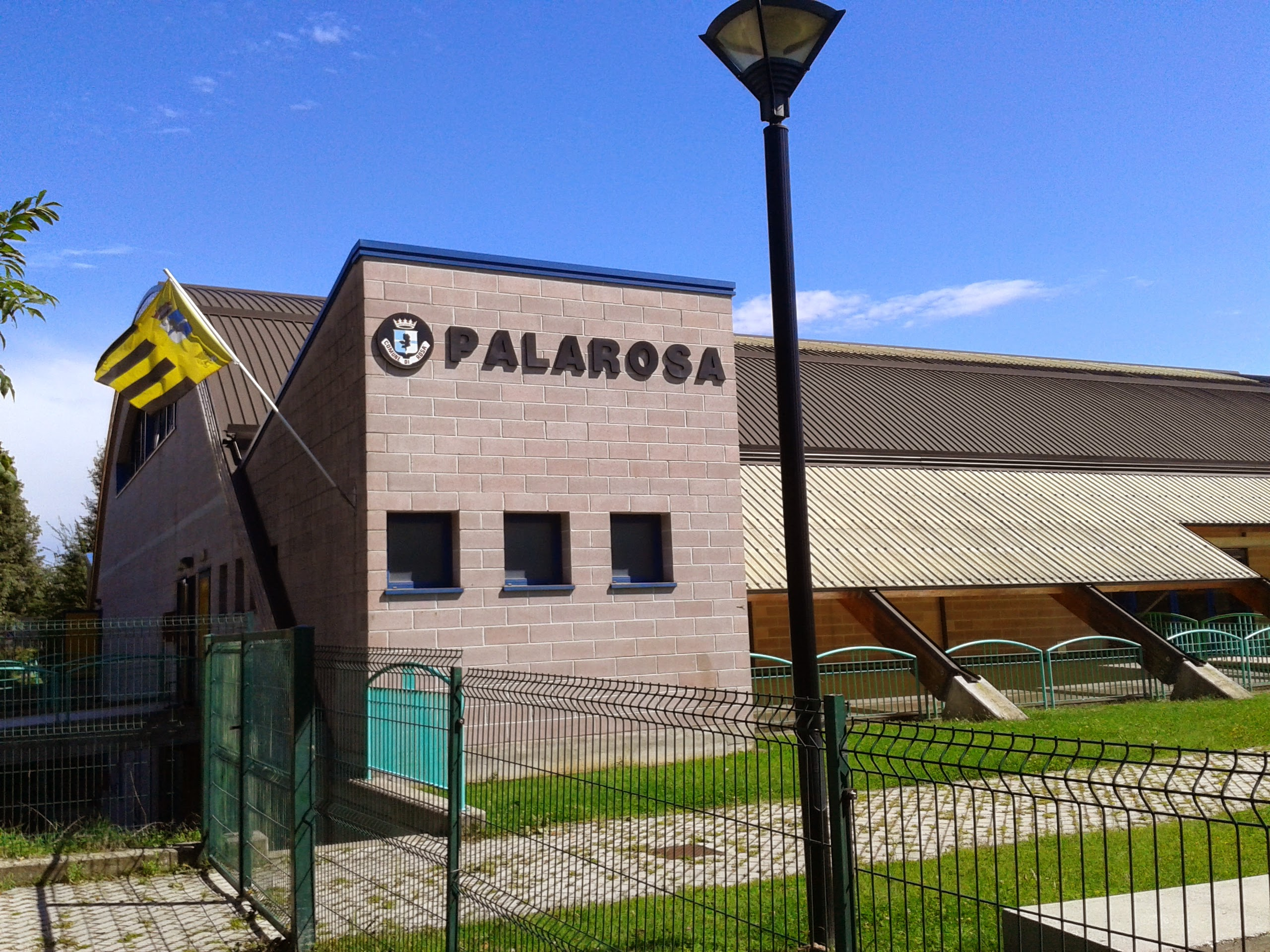
Il PalaRosà nell'area delle Piscine comunali

Rosà è ufficialmente Comune europeo dello sport 2011.
Sport molto diffuso è l'atletica leggera, grazie all'associazione N.E.VI.(con campioni d'italia Trevisan Elisa, Baggio Claudia, Marcon Alessandro, Baggio Mauro, Guidolin Lisa).
Il nuoto, grazie agli impianti comunali, vanta grandi risultati nazionali e internazionali con il Team Veneto.